# ميغيل دي ثيربانتس
ميغيل دي ثيربانتس سابيدرا (بالإسبانية: Miguel de Cervantes Saavedra) جندي وكاتب مسرحي وروائي، شاعر إسباني ولد في ألكالا دي إيناريس، مدريد، إسبانيا في 29 سبتمبر 1547. يعد إحدى الشخصيات الرائدة في الأدب الإسباني على مستوى العالم، واشتهر عالميًا بعد كتابة روايته الشهيرة دون كيخوطي دي لا مانتشا بين عامي (1605 - 1615)، التي تُعد واحدة من بين أفضل الأعمال الروائية المكتوبة قبل أي وقت مضى، واعتبرها الكثير من النقاد بمثابة أول رواية أوروبية حديثة وواحدة من أعظم الأعمال في الأدب العالمي. وقامت إسبانيا بتكريمه واضعة صورته على قطعة الـ50 سنتًا الجديدة. وكان لثيربانتس تأثير بالغ على اللغة الإسبانية، حتى أطُلق عليها لغة ثيربانتس. وكان يطلق عليه لقب أمير الدهاء. وبالمثل جاءت جائزة ثيربانتس التي تحمل اسمه بمثابة تكريم له على عمله دون كيخوطي الصادر باللغة الإسبانية، والذي تناول شخصية مغامرة حالمة تصدر قرارات لا عقلانية. وقد تركت حياة ثربانتس الحافلة بالأحداث أثرًا بليغًا في أعماقه، وتجلى ذلك في طغيان روح السخرية والدعابة على أعماله.
في عام 1569، انتقل ثيربانتس إلى روما حيث عمل مساعدًا لخيوليو أكواببيبا، كاهن من الأثرياء أصبح كاردينالًا فيما بعد في السنة التالية. وعندها، تم تجنيد ثيربانتس في قوات المشاة البحرية الإسبانية واستمر في حياته العسكرية حتى عام 1575 عندما ألقي القبض عليه من قبل القراصنة الجزائريين. وبعد خمس سنوات في الأسر، أطُلق سراحه بفدية طلبها الخاطفون من والديه والآباء الثالوثيين -رهبنة كاثوليكية - ثم عاد بعد ذلك إلى عائلته في مدريد. وفي عام 1585، نشر ثيربانتس أول رواية رعوية له باسم لا جالاتيا. اختار بداية من عام 1587 الاستقرار في إشبيلية، وكان ذلك أثناء توليه مهمة الإشراف على تموين الأرمادا الإسبانية. ثم شغل منصب محصل للضرائب في الحرب الإسبانية ليدفع الديون التي أثقلت كاهله، لكن إسبانيا هزمت عام 1588 مما أوقعه في اضطراب كبير إذ كان أودع نقوده عند أحد الصيارفة المفلسين، سجن بعدها ثلاث سنوات بعد اكتشاف العجز في حساباته.
وفي عام 1605، كان في بلد الوليـد، عندما حقق الجزء الأول من روايته دون كيخوطي التي نشرت في مدريد وحققت نجاحًا سريعًا، ورآها ثيربانتس إشارة له للعودة إلى عالم الأدب. وفي عام 1607، استقر في مدريد حيث عمل حتى وفاته. وخلال السنوات التسع الأخيرة من حياته عزز ثربانتس سمعته بوصفه كاتبًا، ونشر روايات النموذجية عام 1613 ورحلة إلى جبل بارناسوس عام 1614 وفي عام 1615، نشر ثمان كوميديات وثمانية فواصل تمثيلية مع الجزء الثاني من رواية دون كيخوطي. وهو ما قال كارلوس فوينتس في شأنه إن «ثيربانتس ترك صفحات الكتاب مفتوحة حيث يعرف القارئ نفسه ويستطيع الكتابة عنها». وتوفي في مدريد، إسبانيا في 22 أبريل 1616.

## سيرته الذاتية

### طفولته وشبابه

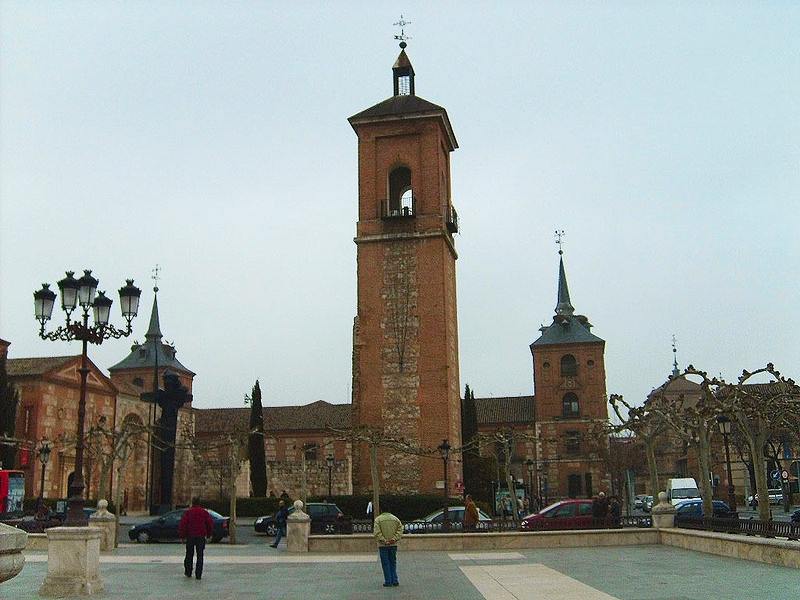
برج كنيسة سانتا ماريا الكبرى في ألكالا دي إيناريس، حيث تم تسجيل ميغيل دي ثيربانتس ، إلا أنها هدمت خلال الحرب الأهلية الإسبانية.

ميغيل دي ثيربانتس هو ابن رودريجو ثيربانتس وليونور، وُلد في ألكالا دي إينارس في إسبانيا في 29 سبتمبر 1547. واعُترف رسميًا في القرن الثامن عشر بألكالا دي إينارس كمسقط رأس ميغيل دي ثيربانتس، إذ كتبت بين 10 و22 أكتوبر من عام 1580 معلومة توثيقية من الجزائر عن مسقط رأسه في ألكالا بناءً على طلبه. وفقًا لشهادة العماد في 29 سبتمبر 1547 المسجلة في كنيسة سانتا ماريا الكبرى، وهو يوم الاحتفال برئيس الملائكة ميخائيل. وسكن ثيربانتس في إشبيلية ثم انتقل إلى مدريد، حيث تزامن وجوده مع وفاة الزوجة الثالثة للملك فيليب الثاني، التي رثاها ثربانتس ببعض الأبيات الشعرية. وتبرز مقدمة شهادة العماد على هذا النحو «يوم الأحد وبعد بداية شهر أكتوبر بتسعة أيام من عام 1547 تم تسجيل ميغيل ابنًا للسيد رودريجو ثيربانتس وزوجته السيدة ليونور وباركه كل من القس السيد بارتولومي سيرانو والسيدة العذراء، في حضور كل من بالتسار باثكيس وساكريستان وباتشير سيرانو. وميغيل دي ثيربانتس هو الابن الرابع من أصل سبعة أبناء». ومن هذه المعركة، جاءت كنيته بـ أكتع ليبانت، بالرغم من أن يده اليسرى لم تقطع ولكنها أصيبت بالشلل بعدما فتكت قطعة من الرصاص بالعصب. بينما كان والده يدعى رودريجو دي ثيربانتس الذي ما بين 1509 و1585 في ألكالا دي إيناريس حيث كان والده يعمل هناك.
كان جدّاه لوالده خريجي القانون خوان دي ثيربانتس والسيدة ليونور دي توريبلانكا، ابنة خوان لويس توريبلانكا، طبيب قرطبي، بينما كان والده يدعى رودريجو دي ثيربانتس الذي عاش ما بين 1509 و1585. كان رودريجو دي ثيربانتس حلاقًا جراحًا فقير الحال أمضى طفولته متنقلاً هنا وهناك في إسبانيا. وعاني رودريجو منذ الصغر من الصمم الشديد، ما أدى بدوره إلى مرافقة أبنائه له في معظم الأحيان ولعبوا دور المترجم. وأسهم كريستوف سليوة بملف عن معرفته بدور ميغيل دي ثيربانتس في الترجمة لوالده لمرة واحدة على الأقل؛ ولم يستطع رودريجو استكمال دراساته بسبب الصمم الذي أصابه وشخصيته غير المستقرة جراء تنقل أسرته بين قرطبة وإشبيلية وطليطلة وكوينكا وألكالا دي إيناريس وغوادالاخارا وبلد الوليد. وتعلم رودريجو الجراحة من جده القرطبي لأمه والأب الروحي الذي خلفه الذي كان يعمل طبيبًا دون لقب رسمي. يرى أمريكو كاسترو ودانيال أيزنبرغ وكتاب آخرون مناصرون لثيربانتس أنه تأثر إيجابيًا بنسبه لجديه لوالديه على حد سواء. لكن على العكس من ذلك، يشكك الفرنسي جان كانافاجيو المتخصص في الدراسات الإسبانية، في صحة النسب ويقارنه مع الملفات التي أدرجها الكاتب الإسباني ماتيو أليمان. وبغض النظر عن ذلك، كان لعائلة ثيربانتس وزن واعتبار في قرطبة، وشغل أفرادها عدة مناصب مهمة. وتزوج رودريجو من ليونور دي كورتيناس، التي لم يعرف عنها إلا القليل باستثناء أنها وُلدت في أرجاندا ديل ريي بمنطقة مدريد. وأخوته هم على النحو التالي: أندريس (1543) وأندريا (1544) ولويسا (1546)، والتي أصبحت رئيسة لأحد الأديرة، ورودريجو (1550) جندي أيضًا وهو رافقه في الأسر في الجزائر، وماجدالينا (1554) وخوان، الذي لم يعرف عنه إلا اسمه جراء ذكر والده له في الوصية. وفي عام 1551، انتقل رودريجو دي ثيربانتس مع أسرته إلى بلد الوليد. وسجن عدة أشهر نتيجة تراكم الديون عليه وصودرت ممتلكاته. وفي عام 1556 توجه إلى قرطبة ليحصل على ميراثه من والده خوان دي ثيربانتس ويهرب من الدائنين. ولم تتوفر معلومات دقيقة عن دراسات ميغيل دي ثيربانتس السابقة التي من المؤكد أنها لم تصل إلى المرحلة الجامعية. ومن الممكن أنه درس في بلد الوليد أو قرطبة أو إشبيلية. ويحتمل أيضًا أنه درس في جمعية يسوع، حيث استفاضت روايته حوار الكلاب بوصف لإحدى المدارس اليسوعية التي يبدو إنها إشارة إلى حياته الطلابية.
وفي عام 1566، استقر في مدريد، ودرس في مركز دراسات في فيلا كان يديره أستاذ النحو والصرف خوان لوبيث دي هويوس، الذي نشر كتابًا عن المرض وموت الملكة إليزابيث من فالوا الابنة الكبرى لهنري الثاني ملك فرنسا والزوجة الثالثة لفيليب الثاني ملك إسبانيا. وضمّن لوبيث دي هويوث في هذا الكتاب قصيدتين لثيربانتس بقلم تلميذنا العزيز المحبوب ثيربانتس. وكانت القصيدتان أول بادرتين في إنتاجه الأدبي. وتمرس بعدها ثيربانتس في كتابة الأعمال المسرحية، مشاهدًا العروض المسرحية للوبي دي رويدا، كما أعلن في الجزء الثاني من رواية دون كيخوطي على لسان الشخصية الرئيسية ذهبت عيناه خلف المشاهير.

### السفر إلى إيطاليا ومعركة ليبانت

معركة ليبانت.

وعُثر على أمر صادر من فيليب الثاني ملك إسبانيا يعود تاريخه إلى 1569، الذي أرسل طالبًا اعتقال ميغيل دي ثيربانتس بعد اتهامه بجرح عامل البناء أنطونيو سيجورا على خلفية مبارزة بينهما، وكان ذلك هو السبب الحقيقي الذي أدى إلى سفره إلى إيطاليا. ووصل إلى روما في ديسمبر من العام نفسه. وهناك قرأ بعضًا من قصائد الفروسية للشاعر الإيطالي لودوفيكو أريوستو وحوارات الحب للكاتب اليهودي السفاردي ليون إبريو، ذات طابع أفلاطوني محدث أسهمت في تكون فكرته عن الحب. وتشرب ثيربانتس الأسلوب ونمط الفن الإيطاليين وظهرت بعض هذه الأثار في أعماله اللاحقة مثل راوية الخريج الهش، واحدة من رواياته النموذجية التي ظهرت في بعض التلميحات المختلفة في أعماله الأخرى.

وكان في خدمة خيوليو أكواببيبا، كاردينال الكنيسة الرومانية الكاثوليكية عام 1570 في فترة بابوية بيوس الخامس الذي يحتمل أنه تعرف عليه في مدريد وقد تبعه في باليرمو وميلان وفلورنسا والبندقية وبارما وفيرارا. وتركه بعدها ليصبح جنديًا في ثالث عمليات القائد دييجو دي أوبينا من جيش القائد الإيطالي ميجيل دي مونكادا، ونزل بقادس ماركيسا. وفي 7 أكتوبر عام 1571، شارك ثيربانتس في معركة ليبانت البحرية، مكونًا جزءًا من أسطول الأرمادا المسيحية بقيادة دون جوان النمساوي، الابن غير الشرعي للإمبراطور كارلوس الخامس، وشارك جنبًا إلى جنب مع الماركيث دي سانتا كروث، ألبارو باثان، أحد أشهر البحارة الذين استقروا آنذاك في فيزو ديل ماركوس، سيوداد ريال. وذُكر في وثيقة قانوية ظهرت بعدها بثمانية أعوام 
| ميغيل دي ثيربانتس | عندما التقا الطرفان أعضاء التحالف الأوروبي مع الجيش العثماني في ليبانت، كان ثيربانتس يعاني وقتها من حمى، وطُلب منه حينها أن يستقر بعنبره في القادس حتى يشفى، إلا أنه رفض متمنيًا الموت دفاعاً عن الملك. وقاتل وقتها ميغيل دي ثيربانتس بجسارة ضد العثمانين، إذ وضع على رأس اثني عشر جنديًا في زورق إلى جوار السفينة لأنه أصر على القتال. وبعد انتهاء المعركة، أثنى القائد دون جوان على جهوده وأعطاه أربعة جنود إضافيين. وخرج ثيربانتس من هذه المعركة متأثرًا بجراج في صدره وذراعه جراء إصابته بثلاث طلقات نارية. ودفعت له الحكومة الإسبانية اثنتين وثمانين دوكاتية. ولم تقف هذه الإصابة عائقًا أمام ثيربانتس، فبعد ستة أشهر أمضاها في مستشفى مسينة، استأنف حياته العسكرية عام 1572. غير أن حظه العاثر قاده إلى الأسر في إحدى تحرشات الأسطول الإسباني بـ مدينة الجزائر، وألقي القبض عليه في ضواحي المدينة من قبل جنود سلطان الجزائر. وأمضى خمسة أعوام في سجون مدينة الجزائر، لم يخرج منها إلا بفدية. | ميغيل دي ثيربانتس |

وشارك في حملات بحرية في جزيرة نافارينو التشيلية عام 1572 وجزيرة كورفو اليونانية ومدينة بنزرت وتونس وحلق الوادي عام 1573. وكان في كل هذه الحملات تحت قيادة القائد مانويل بونسيه دي ليون، وفي ثالث عمليات العسكري الإسباني لوبي دي فيجيروا، الذي ظهر في مسرحية عمدة ثالاميا لبيدرو كالديرون دي لا باركا. وتوجه ثيربانتس إلى المدن الرئيسية مثل سردينيا وصقلية وجنوة ولومبارديا، إلى أن استقر أخيرًا لعامين في نابولي حتى عام 1575، حيث خدم في القوات الإسبانية التي ارتبطت وقتها مباشرة بالتاج الإسباني. ودائمًا ما كان ثيربانتس يشعر بالفخر والاعتزاز نتيجة مشاركته في معركة ليبانت، التي قال عنها في مقدمة الجزء الثاني لـ دون كيخوطي، إنها أعظم مناسبة شاهدة على القرون الماضية والحاضرة ومن غير المتوقع أن نرى مثيلًا لها في المستقبل.

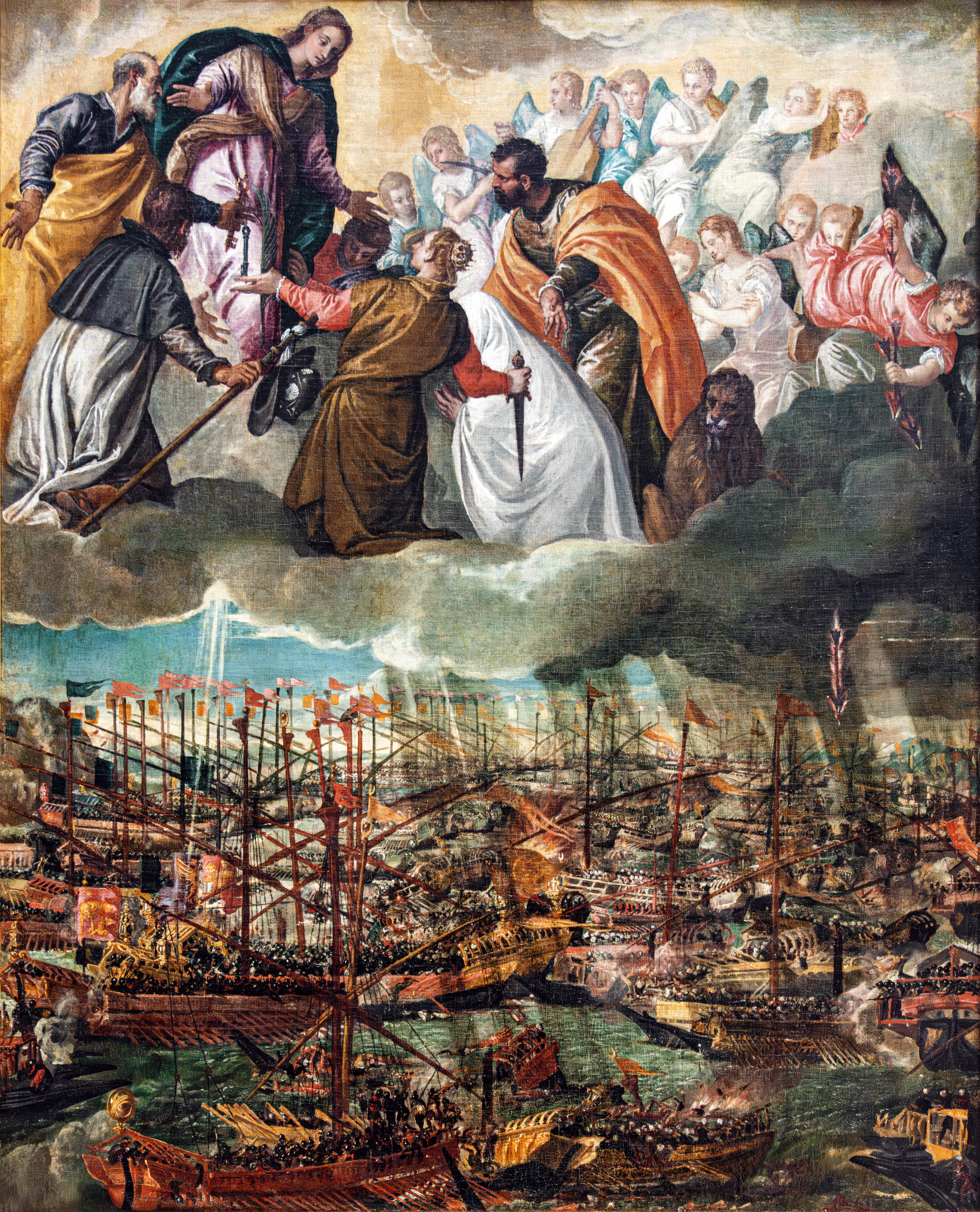
معركة ليبانت لباولو فرونزه.

### الأسر في الجزائر
وأثناء عودته من نابولي إلى إسبانيا على متن القادس سول، قام أسطول عثماني صغير بقيادة أرناؤوط مامي باعتقال ميغيل دي ثيربانتس وأخيه رودريجو في 26 سبتمبر 1575. وألقي القبض عليهم في ضواحي كاداكيس أو بالاموس واسمها الآن كوستا برافا واقتيدوا إلى الجزائر. ووُهب ثيربانتس كعبد إلى دالي مامي، قرصان عثماني عمل قائدًا في الأسطول البحري العثماني في الجزائر. وأدى العثور معه على بعض خطابات التوصية من دون جوان النمساوي ودوق سيسا غونثالو فرنانديث دي كوردوبا إلى اعتقاد خاطفيه أنه شخص مهم جداً، ما أغراهم بالتفكير في الحصول على فدية جيدة جراء هذه العملية. وطلبوا خمسمائة سكودو ذهبية لإطلاق سراحه.
وكان ثيربانتس رجلًا قويًا شديد العزيمة وثابت الروح القتالية وحاول الهرب أربع مرات مع بعض الأسرى خلال سنوات الأسر الخمس. وتعرض للخيانة في كل مرة من أحد الأسرى الآخرين، وكان ثيربانتس يتحمل المسؤولية كاملة عن محاولة الهرب، إذ كان يفضل التعذيب على الوشاية. ووصلت بعض المعلومات المهمة عن الأسير بفضل المعلومات الرسمية وكتاب الراهب دييجو دي أيدو الطوبوغرافيا والتاريخ العام لمدينة الجزائر عام 1612. واكتملت هذه الملاحظات مع أعمال ثيربانتس الكوميدية مثل معاهدة الجزائر وسجون الجزائر وقصة تاريخ الأسير، التي يتضمنها الجزء الأول من روايته دون كيخوطي بين الفصلين التاسع والثلاثين والحادي والأربعين. ومع ذلك، اعترف أيدو نفسه منذ فترة طويلة بأن العمل الذي نشره عن الجزائر لم يكن له. ووفقًا لإميليو سولا، فإن مؤلف هذا العمل كان أنطونيو دي سوسا، أسير بندكتيني زامل ثيربانتس في السجن. واعتبر دانيال أيزنبرغ أن مؤلف العمل ليس سوسا، الذي لم يكن كاتبًا قط، ولكن يرجع إلى الكاتب الأسير في الجزائر، الذي تتشابه كتاباته إلى حد كبير مع ما قيل أنه كُتب من قبل أيدو. وتلميحًا عما ذكر فيما تم نسبه إلى أيدو، لم يكن تأكيدًا مستقرًا عن تصرف ثيربانتس في الجزائر، ولكنها كانت واحدة من أكثر الكتابات التي يمجد بها ثيربانتس طفولته.
وفشلت محاولة الهرب الأولى، لأن المورو الذي كان مكلفًا بقيادته هو وزملاؤه إلى وهران تركهم في اليوم الأول. وكان على زملائه السجناء العودة إلى الجزائز، حيث اقتيدوا بالسلاسل ووضعوا تحت المراقبة أكثر من السابق. وأثناء ذلك، تمكنت والدة ثيربانتس من جمع كمية لا بأس بها من العملات المعدنية لإنقاذ ابنيها. وأعدت ترتيبات الصفقة عام 1577، إلا أن المبلغ الذي جمع لم يكن كافيًا لتحريرهما. وفضل ميغيل أن يطلق سراح أخيه رودريجو، الذي عاد إلى إسبانيا. وحمل رودريجو معه خطة أعدها ثربانتس لتحريره هو وقرابة أربعة عشر أو خمسة عشر من زملائه السجناء. وبدوره اجتمع ثيربانتس بالسجناء الآخرين في كهف خفي انتظارًا لوصول قادس إسبانية لتحملهم بعيدًا في محاولته الثانية للهرب وبالفعل وصلت القادس وحاولت الاقتراب مرتين من الشاطئ، لكنها اعتقلت في آخر الأمر. وبالمثل تم اكتشاف عدد من المسيحيين المختبئين في الكهف بعدما وشى بهم أحد السجناء، الملقب بـ الغيلدر. وأعلن ثيربانتس مسؤوليته الوحيدة والكاملة عن تنظيم محاولة الهرب وحث زملاءه على الاقتداء به. وعلى خلفية ذلك، سجنه الحاكم العثماني في الجزائر، حسن باشا، في أحد الحمامات مكبلًا بالسلاسل خمسة أشهر. وكانت محاولته الثالثة للهرب برًا إلى وهران. إذ بعث ثيربانتس مع أحد الموروس الصادقين رسالة إلى الجنرال القرطبي مارتين، شارحًا له الخطة وطالبًا بعض المرشدين. لكن أمسك بالوسيط واكتشفت الرسائل. واتضح فيها أن ميغيل دي ثيربانتس هو نفسه العقل المدبر لكل ما سبق. وحُكم عليه بمائتي ألف ضربة، لكن الحكم لم ينفذ بعد تدخل وسطاء لصالحه. فيما جاءت محاولته الأخيرة للهرب بفضل كمية النقود التي حصل عليها من تاجر بلنسي كان موجودًا آنذاك في العاصمة. واستطاع ثيربانتس الحصول على فرقاطة كافية لنقل ستين أسيرًا مسيحيًا. وعندما أوشك على تنفيذ خطة الهرب، وشى به أحد الأطباء من الرهبنة الدومينيكانية المرافقين له، وكان يدعى خوان بلانكو دي باث، فاضحًا أمره لحسن باشا. وكافأه حسن باشا بإعطائه درعًا ووعاءً من الزبدة. ونقل حسن باشا ثيربانتس إلى سجن أكثر أمنًا داخل قصره. ثم قرر أن يأخذه إلى القسطنطينية، حيث تستحيل محاولة الهرب.
وفي مايو عام 1580، وصل إلى الجزائز الآباء الثالوثيون أنطونيو دي لا بييا وخوان خيل، التابعون للنظام المختص بتحرير سراح الأسرى. وذهب الراهب أنطونيو لعرض فدية لإطلاق سراحه. فيما عرض الراهب خوان خل فقط ثلاثمائة إسكودو ذهبية، إلا أن خاطفيه طالبوا بخمسمئة إسكودو ذهبية. وذهب الراهب إلى تحصيل ما تبقى من المبلغ من التجار المسيحيين. واجتمعوا سويًا عندما كان ثيربانتس بالفعل في واحدة من القوادس الخاصة بحسن باشا المبحرة صوب القسطنطينية، مكبلًا بالسلاسل. وبفضل تمكنهم من جمع خمسمئة إسكودو ذهبية، أطلق سراح ثيربانتس في 19 سبتمبر 1580. وفي 24 أكتوبر من العام نفسه، عاد إلى إسبانيا برفقة بعض الأسرى المحررين. ووصل إلى بلدية دانية (إسبانيا)، وانتقل منها إلى بلنسية. وفي نوفمبر أو ديسمبر عاد إلى عائلته في مدريد.

### عودته إلى إسبانيا

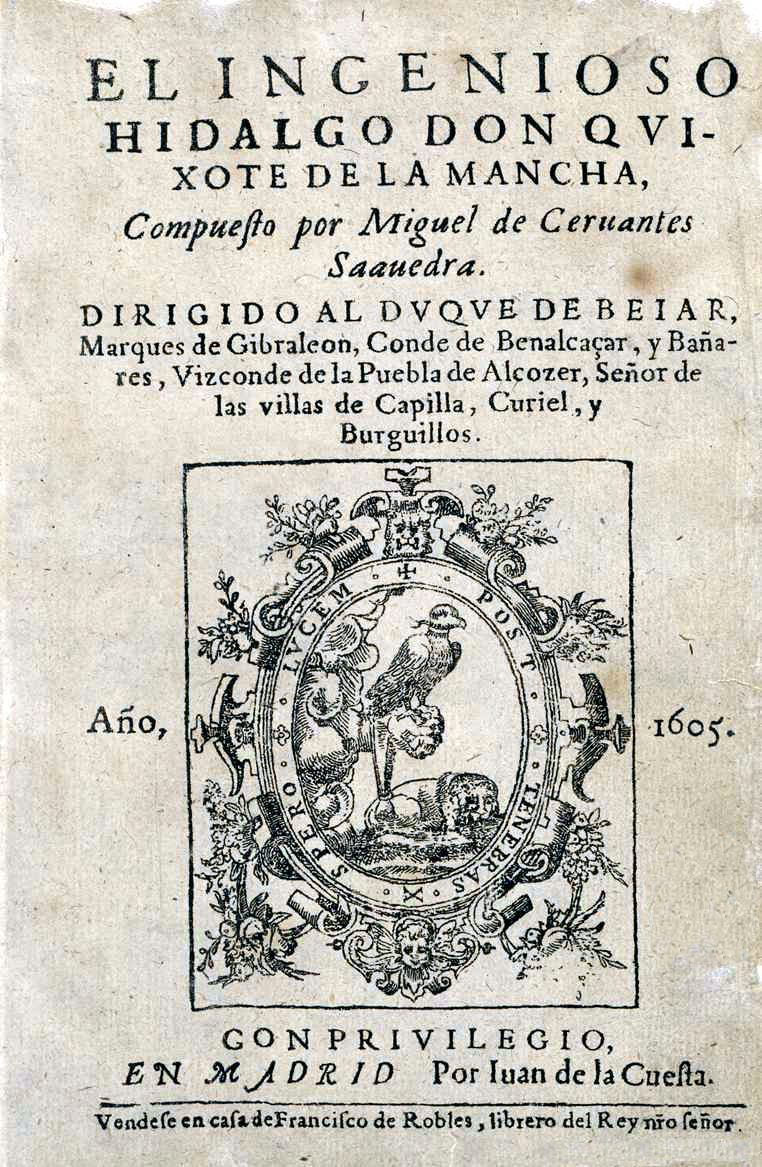
الطبعة الرابعة من دون كيخوطي.

وفي مايو 1581، انتقل ثيربانتس إلى البرتغال، قاصدًا قصر الملك فيليب الثاني، بغية العثور على شيء يعيد بناء حياته به ويدفع الديون التي أثقلت كاهل عائلته لإنقاذه من الجزائر. وعهدوا له بلجنة سرية في وهران، بحكم معرفته بثقافة وعادات الشمال الأفريقي. وبفضل هذا العمل، تحصل على خمسين إسكودو ذهبية. وعاد إلى لشبونة وبنهاية العام ذاته عاد إلى مدريد. وفي فبراير عام 1582، تقدم لشغل وظيفة شاغرة في جزر الهند، إلا أنه لم يحصل عليها. وارتبط الكاتب خلال تلك الفترة بعلاقية غرامية مع آنا بييافرانكا دي روخاس، امرأة لأحد عمال الحانة ويدعى ألونسو رودريجيث. ونتج عن هذه العلاقة غير الشرعية ابنته إيزابيل دي سابيدرا التي اعترف بها. وفي 12 ديسمبر عام 1584، تزوج من كاتالينا دي سالاثار إيه بالاسيوس من إحدى قرى طليطلة. وكانت كاتالينا امرأة شابة لم تصل بعد إلى العشرين عامًا، وقدم لها مهرًا صغيرًا. ولم تنجب زوجته كونها عقيمة. وفي هذه الأثناء قدم لها ثربانتس ابنته غير الشرعية مقنعًا إياها أن تربيها مثل ابنتها التي لم تلدها. وبعد عاميين من الزواج، بدأ ثيربانتس في السفر متوجهًا إلى أندلوسيا.
ومن المرجح أنه بين عامي 1581 و1583، أن ثيربانتس كتب روايته الأولى لا جالاتيا ونشرها في ألاكالا دي إيناريس عام 1585. وخلال تلك الفترة، قام بنشر بعض من مؤلفاته من قصائد الرومانثيرو القديم والأغاني في كتب خارجية تجمع إنتاجه مع بعض الشعراء الآخرين. وظهرت روايته لا جالاتيا مقسمة إلى ستة أجزاء، على الرغم من أنه أسهم بكتابة الجزء الأول فقط. وسمح ثيربانتس باستكمال العمل ولكنه لم يصل أبدًا إلى طباعتها. وصُنفت الرواية انطلاقًا من المقدمة على أنها قصيدة من الشعر الغنائي وتبرز هوس الكاتب بالشعر. وهي رواية رعوية، وهو النوع الأدبي الذي أسسه الكاتب البرتغالي خورخي دي مونتيمايور في عمله ديانا.
وكان بالإمكان ملاحظة تأثير قراءات ثيربانتس أثناء عمله في الخدمة العكسرية في إيطاليا. وفشل زواجه وانفصل عن زوجته بعد مرور سنتين بدون إنجاب. ولم يتعرض ثيربانتس لزوجته في الكثير من نصوص سيرته الذاتية، بالرغم من كونه الشخصية الأولى في الأدب الإسباني التي تعرضت لموضوع الطلاق في الأدب، والذي كان مستحيلًا في بلد كاثوليكي وذلك في الفاصل التمثيلي قاضي محكمة الطلاق. وكان من المفترض أن زواجه كان غير سعيدًا، إلا أنه في هذا الفاصل دعم فكرة الحياة التعيسة على الطلاق.

### سنواته الأخيرة
في عام 1587، سافر ثيربانتس إلى منطقة أندلوسيا، حيث مفوضًا لأحكام الأرمادا الإسبانية. وخلال هذه السنوات، كان يقطع الطريق ذهابًا وإيابًا من مدريد إلى أندلوسيا عبر طليطلة ولا مانتشا، حاليًا ثيوداد ريال. وكان ذلك هو خط سير رينكونيتي وكورتادييو. واستقر في إشبيلية، بعد توليه مهمة الإشراف على تموين الأسطول الإسباني، ثم شغل فيما بعد عام 1594 وظيفة جابي الضرائب المتأخرة، وقد جلبت له كلتا الوظيفتين الكثير من المشاكل والنزاعات حيث كان مخولًا بالتنقل من منزل إلى آخر لجمع الضرائب، وكان كل ذلك بغية تغطية مصاريف الحروب الإسبانية. وحُبس ثيربانتس في السجن الملكي في إشبيلية بين شهري سبتمبر وديسمبر من عام 1597 بعد إفلاس البنك الذي كان يضع فيه الودائع المالية. وزُعم أن ثيربانتس كان مختلسًا للمال العام بعد ثبوت وجود مخالفات في حساباته. وفي السجن، وُلدت رواية دون كيخوطي دي لا مانتشا، كما أشار في مقدمة العمل. ولكنه في الوقت ذاته لم يتضح مقصده من كونها تمت كتابتها وهو سجين أم استلهمته الفكرة هناك فحسب. وكانت المعلومات التي تم توثيقها عن فترة سجن ثيربانتس عام 1592 في كاسترو ديل ريو وجيزة للغاية. ولم يُنكر أنه أنه مضى بعض الوقت في كهف ميدرانو في أرغاماسيلا دي ألبا. واستقر ثيربانتس منذ عام 1604 في بلد الوليد حيث الديوان الملكي للملك فيليب الثالث.
وفي عام 1605، قام بنشر الجزء الأول من روايته الرئيسية: العبقري النبيل دون كيخوطي دي لا مانتشا. وبرهنت الرواية على بداية الواقعية الأدبية كجزءًا من الجماليات النصية وبداية انطلاق النوع الأدبي للرواية الحديثة المسمى بالرواية متعددة الألحان، والتي ستخلف تأثيرًا كبيرًا في وقت لاحق، من خلال تناول ما تم تسميته بالكتابة غير المشروطة والتي تمكن الفنان من إظهار كل ما هو ملحمي وغنائي وتراجيدي وكوميدي في محاكاة ساخرة حقيقية لجميع الأنواع الأدبية. بينما لم يظهر الجزء الثاني منها: العبقري الفارس دون كيخوطي دي لا مانتشا حتى 1615. ووضعت الرواية بجزئيها الكاتب ميغيل دي ثيربانتس على خارطة تاريخ الأدب العالمي جنبًا إلى جنب مع كل من دانتي أليغييري وويليام شكسبير وميشيل دي مونتين وتم اعتبارهما من منظري الأدب الغربي في رائعة هارولد بلوم المجمع الغربي. وظهرت الروايات النموذجية في الفترة ما بين أعوام 1590 و1612 وهي سلسلة من الروايات القصيرة التي كتبها ميغيل دي ثيربانتس وتم نشرها عام 1613، وتحتوي على اثني عشرة رواية قصيرة، بعضها كُتب في وقت سابق لهذه الفترة. وتسير علي نهج النموذج المتبع في إيطاليا. وقد سميت بالنموذجية لكونها أول نموذج للروايات باللغة الإسبانية ذات طابع تعليمي أخلاقي. ويقدم بها العديد من الصيغ السردية مثل الحوار الساخر في رواية حوار الكلاب والرواية البيكارسكية في رينكونيتي وكورتادييو والنمط التدريسي في الخريج الهش والرواية البيزنطية في الإسبانية الإنجليزية والعاشق المتحرر، إضافة إلى الرواية ذات الطابع البوليسي قوة الدم. فيما احتفظ في بعضهم بالكتابة الثانية مثلما فعل في الغيور الإكستـريمادوري في النسخة المخطوطة لبورراس دي لا كامارا، والتي تم اكتشافها في القرن التاسع عشر وهي أقل غموضًا مما كتبها ثيربانتس. وكانت لهذه السلسلة دورًا ملحوظًا في خلق مكانًا بارزًا للكاتب في تاريخ الأدب الإسباني.
وظهر النقد الأدبي بوضوح في أعماله الأدبية مثل لا جالاتيا ودون كيخوطي والتي أتبعها بقصيدته الشعرية الرحلة إلى جبل بارناسوس عام 1614، وهي قصيدة مطولة في شكل ثلاثيات. وفي 25 يوليو عام 1615، قام بنشر ثمان كوميديات وثمان فواصل تمثيلية جديدة لم تقدم قبل ذلك. وهذه الفواصل عبارة عن مسرحيات قصيرة كتبت للعرض بين فصول الكوميديات الكبيرة. إلا أن عمله المسرحي الأكثر شهرة إلى اليوم هو حصار نومانثيا، إضافة إلى معاهدة الجزائر، والتي لم تنشر حتى القرن الثامن عشر.
وبعد وفاته بعام، ظهرت رواية أعمال بيرسيليس وسيخيسموندا، والتي أهداها لسيده السابق كونت ليموس السابع بيدرو فيرنانديث دي كاسترو وأندرادي مع الجزء الثاني من دون كيخوطي ورواياته النموذجية، والتي وقعها قبل وفاته بيومين والتي اعتبرت واحدة من الصفحات الأكثر إثارة للمشاعر في الأدب الإسباني:
إلهي، تلك الأغاني القديمة التي كان لها شأن في أوانها والتي تبدأ: لقد أوشكت على الرحيل، وددت القول في هذه الرسالة أن كل شيء على ما يرام لأنني بمثل هذه الكلمات يمكنني البدء قائلًا:
وكلي ولع واشتياق للموت

«مسحت بالأمس المسحة المقدسة الأخيرة، واليوم أخط هذا الإهداء. ليس هناك متسعًا من الوقت  واشتياقي للموت يزداد، والآمال تتضاءل. ومع كل هذا، وأنا أعيش حياتي راغبًا في الحياة التي يجب أن أعيشها. ولكن الآن، وداعًا للمزاح، وداعًا لفكاهاتي البهيجة، وداعًا أصدقائي المرحين، لأنني أشعر بأنني أموت، ولا أمنية لي الآن إلا أن أراكم سعداء في الحياة الأخرى».
أعمال بيرسيليس وسيخيسموندا هي رواية بيزنطية، بحسب الكاتب نفسه، تهدف إلى التنافس مع النموذج اليوناني الكلاسيكي لهيليودوروس، ولاقت الرواية نجاحًا كبيرًا ووجدت منها بعض الطبعات الأخرى في عصره. واستخدم ثيربانتس مجموعة من الشخصيات كمحرك أساسي للعمل بدلًا من شخصيتين، إضافة إلى تنبأه بما سمي بالواقعية السحرية فيما بعد بإدخال العديد من العناصر الفانتازية داخل النص. وبطريقة ما، قام بتنصير النموذج الأصلي للموتيفة الهومو فايتور، متجاوزًا بذلك ذروة العمل بالوصول إلى نهايته مع الأناجنوريسيس أو الاعتراف، تلك الصورة النمطية من الشخصية التي تهدف إلى إثارة حالة معينة قد تؤدي إلى التعرف والكشف عن ما تم إخفاءه. وهو ما حدث بالفعل مع العاشقين بيرسيليس وسيخيسموندا، الذين قرروا القيام برحلة إلى روما بهدف البحث عن تنقية وتطهير الروح قبل الزواج، حيث قاما بتغيير أسمائهم من بيرياندرو وأوريستيلا إلى بيرسيليس وسيخيسموندا بعد الزواج المسيحي. في الواقع، بيرسيليس وسيخيسموندا هي رواية ذات بنية وقصد معقدين، والتي لم يصل أحدًا إلى تفسيرها منطقيًا إلى الآن.

## وفاته

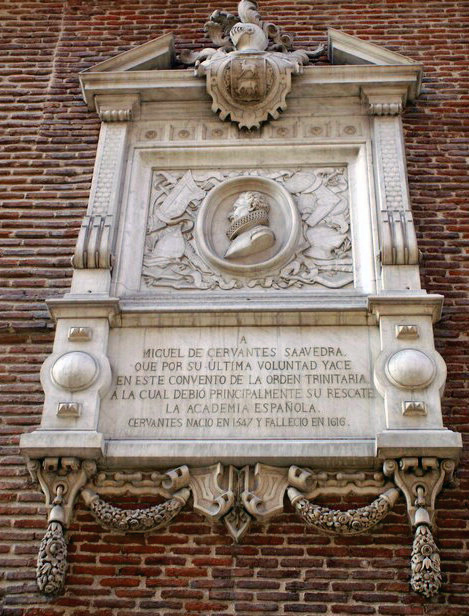
لوحة منحوتة لميغيل دي ثيربانتس في الواجهة الشمالية لدير الآباء الثالوثيين حفاة الأقدام مدريد، حيث مدفنه.

توفي ثيربانتس في مدريد عن عمر ناهز التاسعة والستين بعد إصابته بمرض السكري في منزله المعروف حاليًا باسم كاسا دي ثيربانتس، الذي يقع في زواية بين شارع ليون وشارع فرانكوس في حي الآداب في محيط ما يُعرف باسم مدريد القديمة. وتمنى ثيربانتس أن يدفن في دير الآباء الثالوثيين حفاة الأقدام في الحي ذاته، وذلك على خلفية مساعدة الآباء الثالوثيين له بعد أسره في الجزائر لمدة خمسة أعوام وتوسطهم ودفعهم الفدية له ولأخيه رودريجو حتى تم تحريرهم.
وتم تشييد الدير على عدة مراحل. وفي الوقت الذي دُفن ثيربانتس وقتها، كان الدير يحوي كنيسة صغيرة يمكن من خلالها الوصول إلى شارع أورتاس. ولكن في وقت لاحق، تم بناء كنيسة أكبر على نفس الموقع، وتم نقل الأشخاص الذين دفنوا سابقًا إلى الهيكل الجديد، ومن بينهم ثيربناتس والذي لم يعرف موقع مدفنه المحدد إلى الآن. وفي يوليو عام 2011، افترضت مجموعة من الباحثين الإسبان العثور على بقايا ثيربانتس، بعد تنقيبهم في الأجزاء المختلفة من الدير، على مساحة 3000 متر مربع للتحقق بشكل أفضل من مظهره الخارجي وتحديد أسباب الوفاة.

## المظهر الخارجي
قام الرسام والمنظر الإسباني خوان دي ياوريجوي برسم لوحة فنية لتثربانتس في ذلك الوقت، إلا أنه من المحتمل أن تكون قد فُقدت، ويرى البعض أن بعض اللوح الفنية الحالية للكاتب قد تكون نسخ سابقة أو مزيفة مما تم رسمه في العصر الذهبي. ومن جانب آخر، وصف المؤلف نفسه في مقدمة رواياته النموذجية، والتي كتبت في الفترة من 1590 و1612، ونُشرت عام 1613 عندما بلغ ثيربانتس 66 عامًا. وجاء الوصف على النحو التالي: «هذا الذي تراه أنت هو شخص معقوف الوجه، شعره كستنائي اللون، ذو جبين أملس، مشرق العينين وأنفه معقوفه ولكن بنسب جيدة، لحيته فضية والتي استمرت لعشرين عامًا تضوي بالذهب، شواربه كبيرة وفمه صغير، وأسنانه صغيرة ومنها ما لم ينم قط، حيث كانوا ستة فقط متابعدين عن بعضها البعض؛ وجسده يظهر بين منكبين متوسطي الحجم وذات بشرة بيضاء اللون تأثرت بالظروف التي مر بها وأصبحت غامقة اللون، منحي إلى الأمام قليلًا. وأشار إلى أن الذي يتناوله بالوصف هو مؤلف لا جالاتيا ودون كيخوطي دي لا مانتشا والذي قام بالرحلة إلى جبل بارناسوس.. والاسم الأكثر شيوعًا له هو ميغيل دي ثيربانتس».

## إنجازاته الفنية

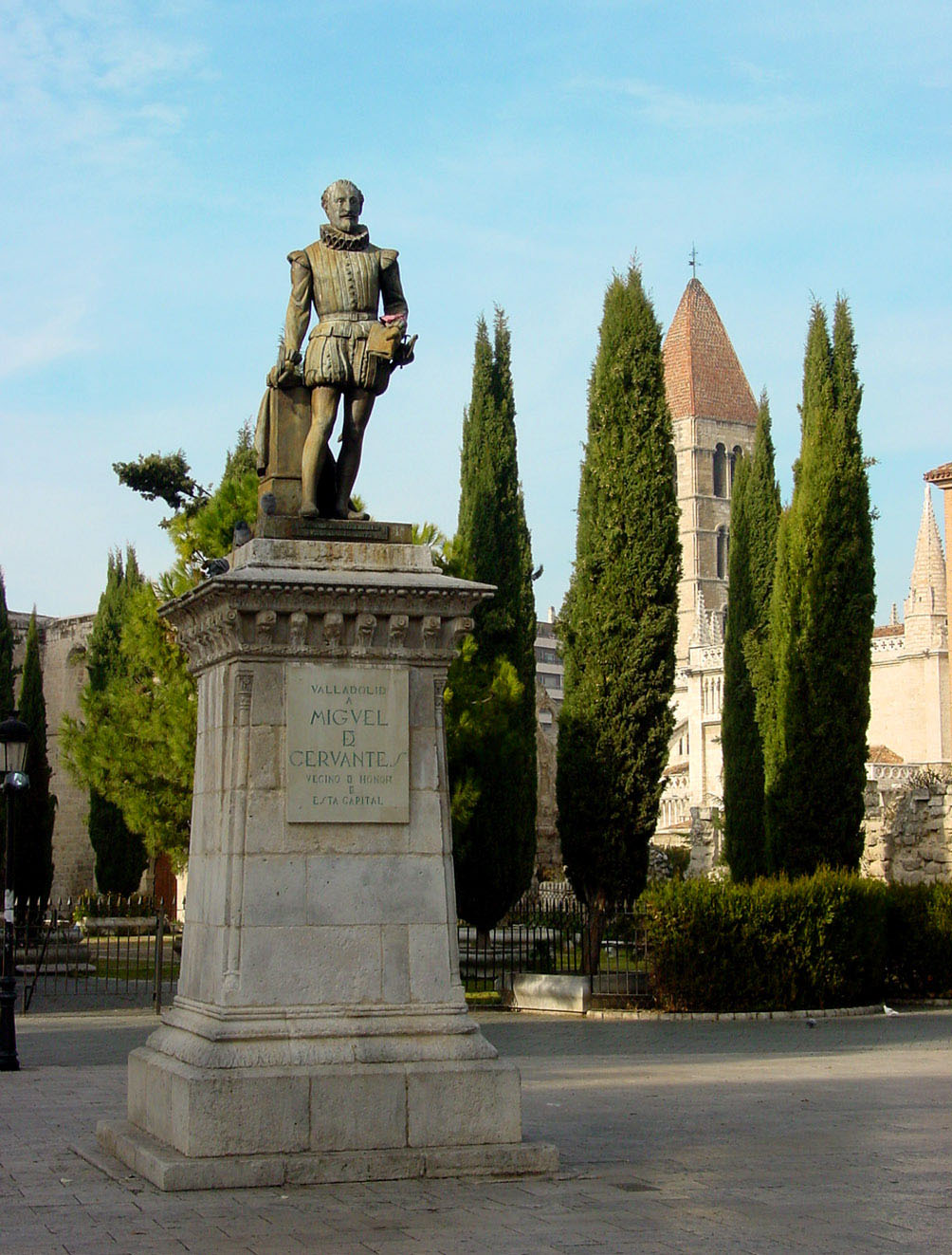
تمثال الكاتب في بلد الوليد.

كان ثيربانتس أول من ابتدع روايات الفروسية، وهو بدوره ما أسهم في ريادته الأدبية. وبالمثل أضاف نوعًا أدبيًا آخر وهو الرواية متعددة الألحان، حيث تتداخل وجهات النظر المختلفة حتى تصل إلى مستوى من التعقيد وتندمج مع الحقيقة ذاتها، متجاوزًا بما في ذلك أنماط ما وراء الخيال. وفي تلك الفترة، كان يمكن كتابة الشعر الملحمي أيضًا بالنثر، مع وجود سابقة تدعم ذلك في الكتابة المسرحية الكلاسيكية للوبي دي فيغا، مع إمكانية تحديد صيغة الواقعية في الكتابة السردية، كما كان متصورًا في إسبانيا قبل ذلك وفقًا للتقاليد الأدبية بداية من أنشودة السيد، بغية عرض الفكرة في أوروبا حتى تحتذي بإسبانيا بمساعدة تلاميذ ثيربانتس الكثر في أوروبا.
وارتسمت الرواية الواقعية كاملة في القرن التاسع عشر بأسلوب ثيربانتس. وعلاوة على ذلك، فقد برهنت الروايات النموذجية لثيربانتس على اتساع روحه ورغبته العارمة في التجربة في البنية السردية. وقام الكاتب في عمله المذكور بتجربة الرواية البيزنطية مع رواية الإسبانية الإنجليزية، والرواية ذات الطابع البوليسي في قوة الدم والغيور الإكستـريمادوري، والحوار الساخر في رواية حوار الكلاب والنمط التدريسي مع الأحكام والنكات في الخريج الهش والرواية البيكارسكية في رينكونيتي وكورتادييو والسرد المبني على الأناجنوريسيس في رواية الغجرية.

## أعماله

### الروائية

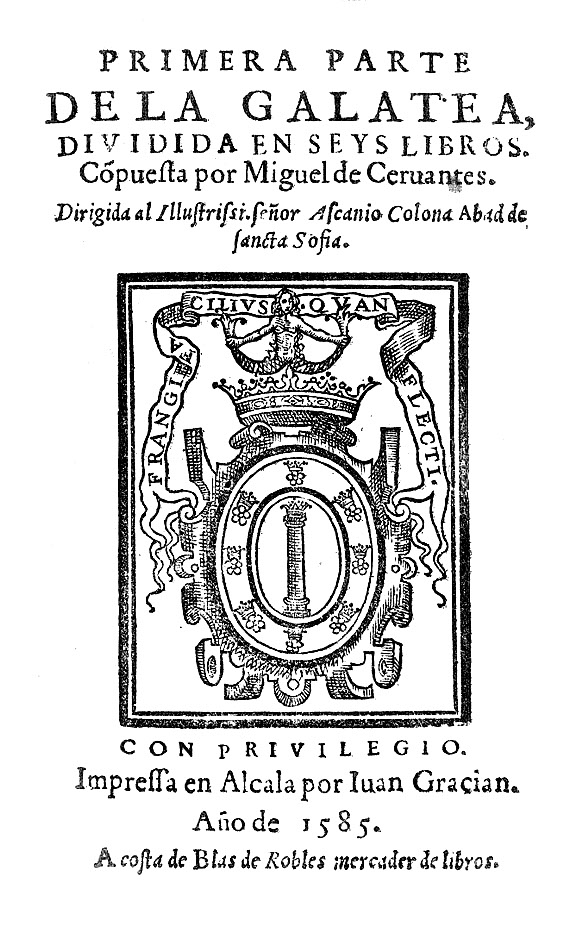
الصفحة الأولى من رواية لا جالاتيا.

أسهم ميغيل دي ثيربانتس بشكل كبير في إنماء الأنواع السردية المعتادة في النصف الثاني من القرن السادس عشر مثل الرواية البيزنطية والرعوية والبيكارسكية والموريسكية والحوار الساخر والنمط التدريسي المنوع. فيما جدد النوع الأدبي المسمى بالرواية القصيرة، والتي فُسرت وقتها وفقًا للنموذج الإيطالي بأنها أقصوصة قصيرة، خالية من البلاغة ولكن ذات أهمية أكبر. والأعمال وفقًا للترتيب الزمني هي كالتالي:
- لا جالاتيا (1585)
- العبقري النبيل دون كيخوطي دي لا مانتشا (1605)
- روايات نموذجية (1613)
- العبقري الفارس دون كيخوطي دي لا مانتشا (1615)
- أعمال بيرسيليس وسيخيسموندا (1617)

#### لا جالاتيا
لا جالاتيا هي أول رواية لميغيل دي ثيربانتس، نشرها في ألكالا دي إينارس عام 1585. وهي رواية طابع رعوي، كتبت بطريقة نثرية على الرغم من احتواءئها على العديد من المقطوعات الشعرية. وظهرت النسخة الأولى منها بعنوان الجزء الأول عندما كان يبلغ من العمر ثمانية وثلاثين عامًا، وهي أشبه بما كتبه الكاتب البرتغالي خورخي دي مونتيمايور في عمله ديانا. والرعاة المثاليين هم الشخصييات الرئيسية في العمل حيث يتناولون ما دار من مشكلات ويعبرون عن مشاعرهم تجاه الطبيعة الخلابة.
تنقسم الرواية إلى ستة أجزاء، حيث تتناول رواية حب بين الرعاة، تفيض بحضور كبير للطبيعة مع تأملات في الجمال وفي العلاقة بين الحياة والأدب، وذلك من خلال تقنية روائية مبتكرة. وتتطور الحبكة الرئيسية إلى جانب أربعة حبكات أخرى ثانوية التي تبدأ مع الشروق وتنتهي مع الغروب كما في الحياة الرعوية التقليدية، إلا أنه في الوقت نفسه تتبع نموذج الشاعر ورغيليوس حيث أنه في تناوله للقصائد الرعوية، يظهر كل راعي وكأنه قناع يمثل شخصية حقيقية.

#### دون كيخوطي

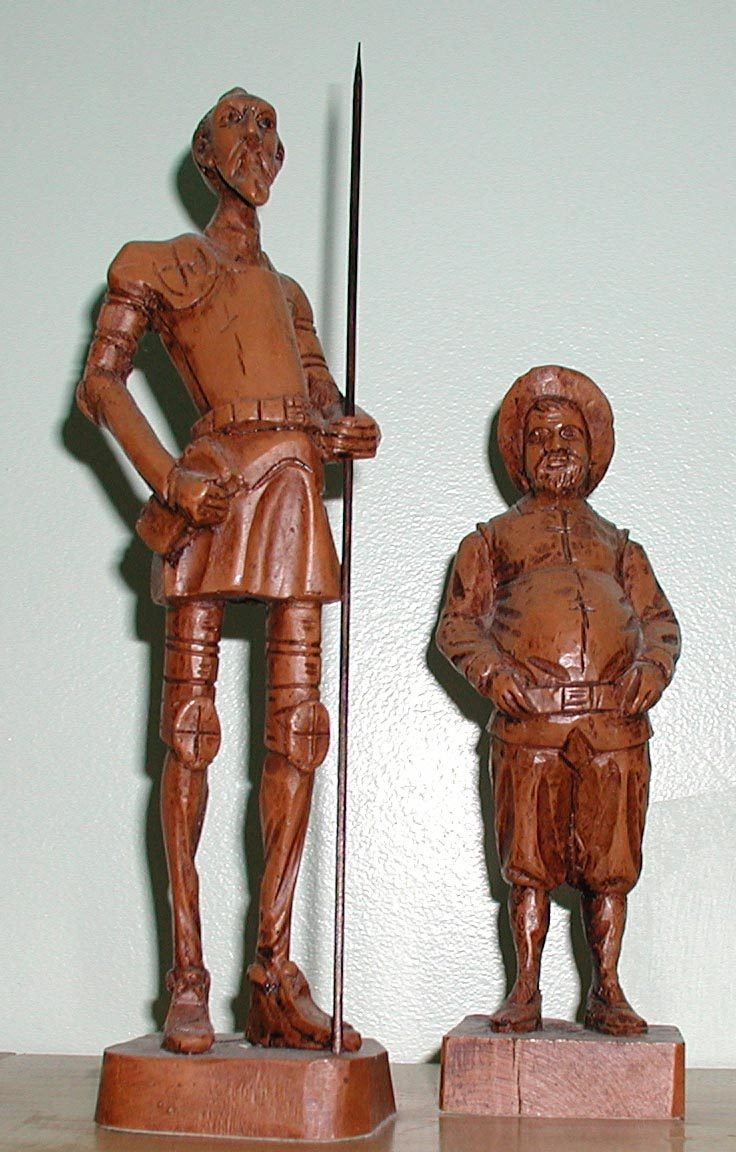
تماثيل صغيرة لدون كيخوطي (يسارًا) وسانشو بانثا (يمينًا).

كان ثربانتس على أعتاب الستين من عمره عندما نشر الجزء الأول العبقري النبيل دون كيخوطي دي لا مانتشا من روايته الشهيرةدون كيخوطي عام 1605، والتي لاقت نجاحًا شعبيًا باهرًا، وكثيرًا ما يقارن في حياته الواقعية ببطله الخيالي. وتعد الرواية واحدة من أروع الكتب في الأدب العالمي، إضافة إلى كونها واحدة من قمم الأعمال الأدبية في الأدب الإسباني. ولاحقًا تم ترجمتها إلى اللغات الأوروبية الرئيسية في ذلك الوقت، حيث كانت واحدة من أكثر الأعمال المترجمة على مستوى العالم. أما الترجمات العربية فلم تظهر حتى بداية القرن العشرين. وقد نالت هذه الرواية الزاخرة بأعمال البطولة مرتبة أفضل رواية من بين روايات أفضل مئة كاتب في العالم. فيما يعود الجزء الثاني العبقري الفارس دون كيخوطي دي لا مانتشا إلى عام 1615.

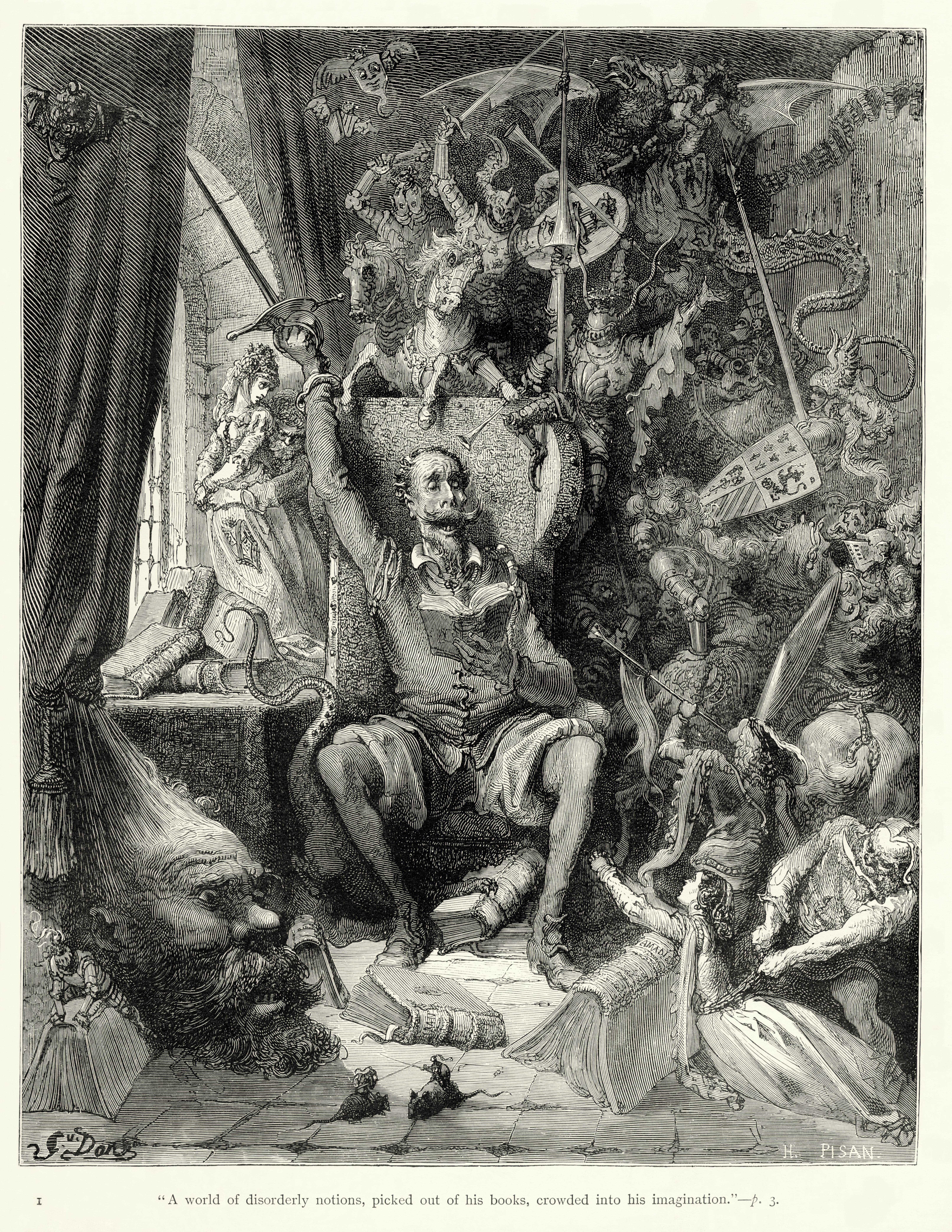
أول رسم توضيحي لرواية دون كيخوطي لغوستاف دوريه.

كان هدف ثيربانتس في البداية هو المنافسة على قمة الأعمال الفروسية في ذلك الوقت، موظفًا واحدًا من النبلاء حتى يكون محور القصة، والذي فقد عقله جراء قراءته لهذه الأعمال ذات طابع الفروسية والمغامرات، والتي بدورها أثرت عليه فجعلته يعتقد أنه فارس متجول في تلك الفترة. وارتأى ثيربانتس أن أسلوب هذه الأعمال كان رديئًا وأن القصص التي تتناولها كانت ذات طابع جنوني. ومع ذلك، فقد تجاوز هذا الغرض المبدئي حتى وصل إلى بنية عمل قادرة على عكس المجتمع وتصويره في ذلك الوقت جنبًا إلى جنب مع السلوك الإنساني.
ومن المرجح أن يكون ثيربانتس قد استلهم هذه العمل من فواصل الرومانثيرو، والتي تظهر المزارع وقد فقد عقله جراء ولعه بأبطال الرومانثيرو القديم. وتمتعت رواية دون كيخوطي بنجاح كبير وإقبال شعبي منذ الطبعة الأولى للجزء الأول. وقد صدرت الطبعات النظامية والمقرصنة من هذا الكتاب بسرعة في لشبونة وبالنثيا وبروكسل. وبعد النجاح الباهر للكيخوطي، انتحل كاتبًا آخر غير معروف يدعى ألونسو فرنانديث دي أبيليانيدا دور المؤلف للجزء الثاني من العمل، مما دفع ثيربانتس إلى إصدار الجزء الثاني من الرواية ليظهر بين أيدي القراء عام 1615.

#### الروايات النموذجية
الروايات النموذجية هي سلسلة من الروايات القصيرة التي كتبها ثربانتس في الفترة ما بين عامي 1590 و1612، والتي نُشرت في مدريد عام 1613 من قبل خوان دي لا كويستا. ونالت ترحابًا شديدًا من الجمهور مع الجزء الأول من روايتهدون كيخوطي. وكانت في البداية تسمي الروايات النموذجية الأكثر صدقًا للترفيه. وتتألف من اثني عشر قصة قصيرة وتسير علي نهج النموذج المتبع في إيطاليا. وسميت بالنموذجية لأنها أول نموذج باللغة الإسبانية ذو طابع تعليمي أخلاقي.

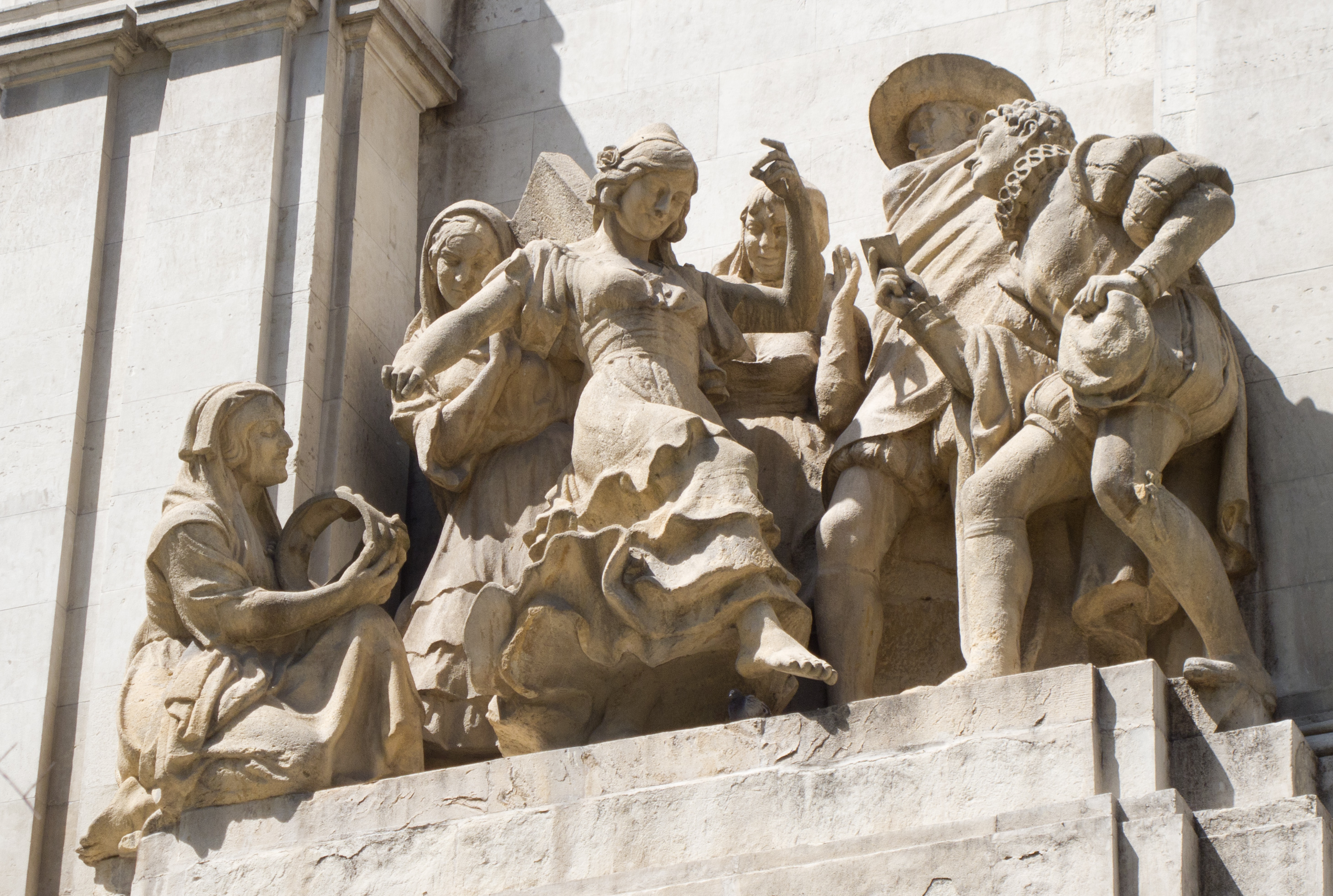
تمثال للفتاة الغجرية بميدان إسبانيا بمدريد.

وكان هناك نسختين من عملي رينكونيتي وكورتادييو والغيور الإكستـريمادوري، ويُعتقد أن ثيربانتس قام بإدخال بعض الاختلاقات لأهداف أخلاقية واجتماعية وجمالية. ويوجد الإصدار القديم من العمل في مخطوط بورراس دي لا كامارا، وهي مجموعة متنوعة من الأعمال الأدبية المختلفة والتي من بينها تظهر رواية تظاهر العمة التي عادة ما كان يُعزى بها إلى ثيربانتس. ومن جانب آخر، فإن هناك بعض الروايات القصيرة الأخرى التي تم إدراجها في روايته دون كيخوطي مثل الفضولي الوقح أو تاريخ الأسير، والتي تعج ببعض عناصر السيرة الذاتية للكاتب نفسه. وتلمس قاضي محكمة الطلاق بعضًا من جوانب السيرة الذاتية لثيربانتس، والتي دعم بها فكرة الحياة التعيسة على الطلاق، مبرهنًا أنه لم يكن الحل الأمثل. وهناك بعض الفواصل التي جذبت الاهتمام مثل كهف سالامنكا والأرمل الهمجي والباسكي المتظاهر والحارس الحذر. واستخدم ثيربانتس في تلك الفواصل التمثيلية الكتابة النثرية إلى جانب الأبيات الشعرية كما ظهر في المتحدثين.
| - الغجرية - العاشق المتحرر - رينكونيتي وكورتادييو - الإسبانية الإنجليزية - الخريج الهش - قوة الدم | - الغيور الإكستـريمادوري - الخادمة المتألقة - العذراوات الاثنان - السيدة كورنيليا - الزواج المخادع - حوار الكلاب |

##### الغجرية

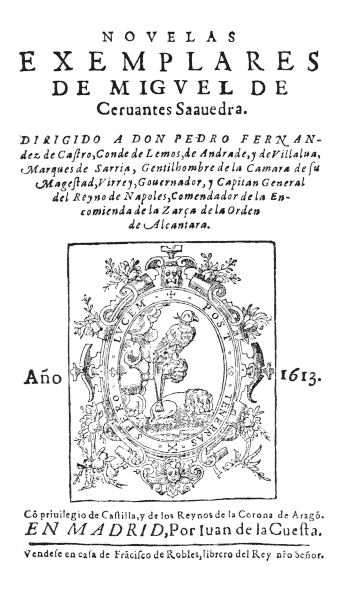
الصفحة الأولى من روايات نموذجية.

الغجرية هي أكبر رواية ضمن سلسلة الروايات النموذجية، التي تتبع النموذج الإيطالي الروائي الذي وضعه بعض الرموز مثل جيوفاني بوكاتشيو. وتطور هذا النموذج علي يد كُتاب مثل ماتيو بانديو في عصر النهضة الإيطالية. وتتناول الرواية بعد ملامح السير الذاتية لقصة حب لبعض أقارب ثيربانتس. واستخدم ثيربانتس في هذه الرواية تقنية السرد المبني على الأناجنوريسيس، وهو عنصر سردي روائي يكشف عن اعتراف أحد الشخصيات في لحظات حرجة ببعض المعلومات الهامة عن هويته أو أحبابه أو بيئته، ومنها تم الإقرار بأن الغجرية من أصل نبيل. وتتناول الرواية قصة فتاة من أصل نبيل تم اختطافها من قبل بعض الغجر وتلقت تعليمها لديهم وضمن ثقافتهم، وأعجب بها واحد من النبلاء وقرر أن يحيا معها هذه الحياة الغجرية وأن يعيش مغامراتها، إلا أن تم الكشف عن أصلها في النهاية، وتزوجا الزوجين.

##### العاشق المتحرر

غلاف رواية العاشق المتحرر.

العاشق المتحرر هي إحدى الروايات القصيرة التي تنتمي إلى روايات النموذجية لثيربانتس، حيث وحد بين عناصر الرواية الموريسكية والرواية البيزنطية. إلا أنه في الوقت نفسه قام بنقد بعض ملامح الرواية البيزنطية. تناولت الرواية قضية اختطاف أحد الشباب من صقلية، ويدعى ريكاردو، إضافة إلى الشابة ليونيسا، التي باعها أحد التجار اليهود إلى اثنين من الموروس لإهدائها إلى السلطان العثماني، مرورًا بسرد بعض علاقات الحب والمغامرات. وتحمل الرواية في طياتها بعض الإيحاءات من السيرة الذاتية لميغيل دي ثيربانتس ولكن مع وجود اختلافات.

##### رينكونيتي وكورتادييو

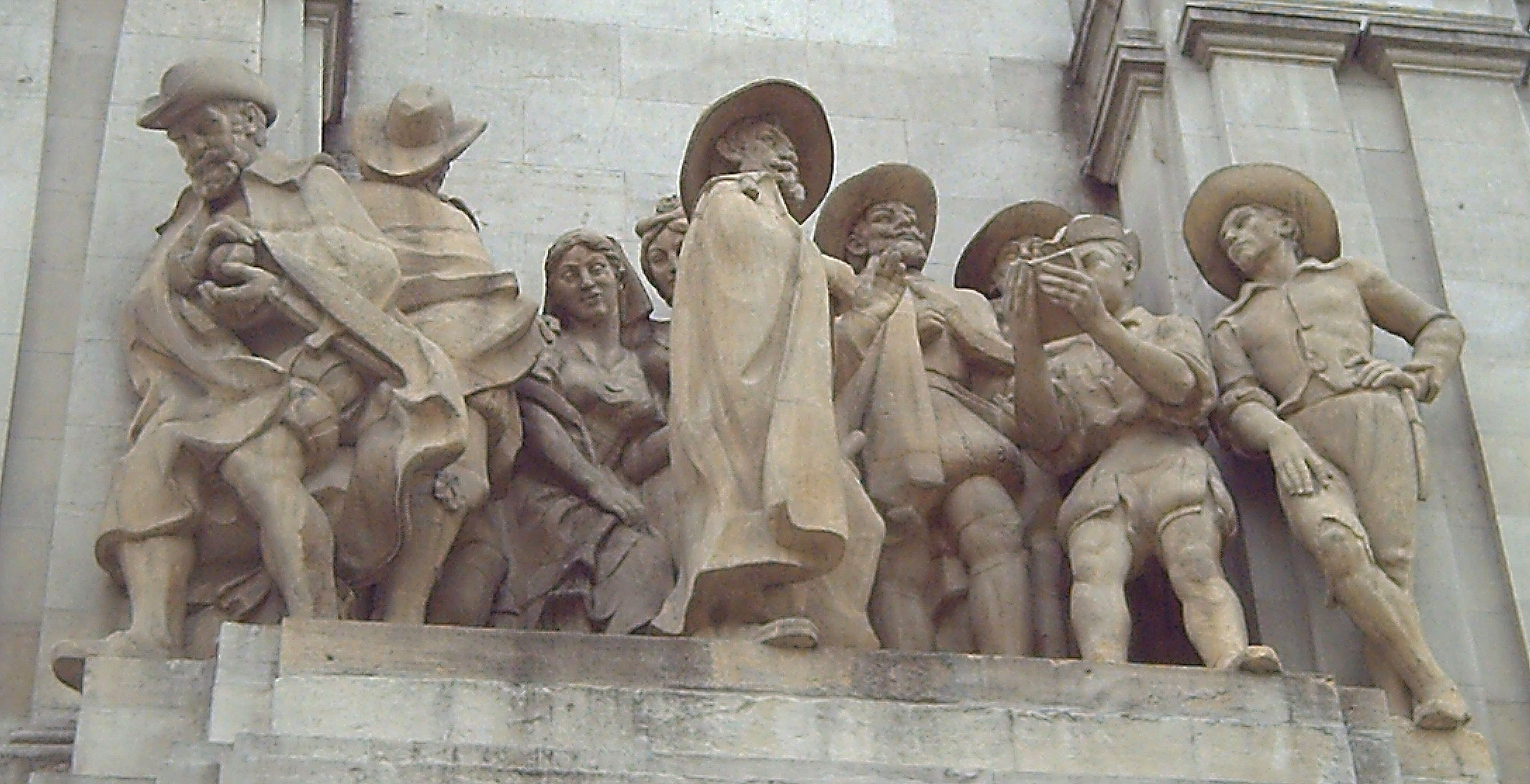
شخصيتي رينكونيتي وكورتادييو.

رينكونيتي وكورتادييو شابين هربا من منزل الأسرة، وعاشا حياة شطارية على ظهر السفينة معتمدين على السرقة، حتى توقفا في إشبيلية، وتم اعتقالهم من قبل مافيا من المجرمين. وقاما بتقديم بعض المشاهد، على نفس نمط الفواصل التي كان يتم تقديمها بين الأعمال الكوميدية، وقاما بلعب أدوار العمداء الفاسدين ولصوص وبلطجية وقوادين.

##### الإسبانية الإنجليزية

غلاف رواية الإسبانية الإنجليزية.

تتناول رواية الإسبانية الإنجليزية قصة اختطاف فتاة تدعي إيزابيلا، وهي واحدة من الأسرى التي جلبها الإنجليز من قادس، وتلقت تعليمها في لندن في رفقة الملكة إليزابيث الأولى ملكة إنجلترا. وفي المقابل تم أسر شاب يدعي ريكاريدو من قبل العثمانيين. وأيضًا تتناول عودة إيزابيلا إلى أبويها الحقيقيين، وفي النهاية تم التقاء الحبيبين. وتُلقي الرواية الضوء على ما يمكن أن يفعله الإنسان من أخطاء حتى يحصل علي ما يريد.

##### الخريج الهش

غلاف رواية الخريج الهش

الخريج الهش هي حكاية طالب فقير يدعى توماس روداخا والذي يرحل إلى سالامنكا للدراسة بصحبة أحد النبلاء وتخرج فيها مع مرتبة الشرف. وسافر إلى العديد من مدن إيطاليا، إلا أن فقد عقله جراء مغامراته التي لتي وصلت للجنون من شدة الحب والإعجاب في السر بإحدى الشخصيات، الذي أعتقد أن لديها جسد زجاجي هش للغاية. وتم تصنيفها كرواية واقعية حيث تعمل علي وصف شخصيات ومواقف بأسلوب فني تقني واقعي. والرواية عبارة عن مجموعة من الحكم والتعليقات النثرية على لسان الشخصية الرئيسية، التي استخدمها ثيربانتس للاستهزاء والسخرية من عادات وأشخاص عهده.

##### قوة الدم

الصفحة الأولى من رواية قوة الدم.

قوة الدم هي رواية ذات طابع بوليسي، تروى حياة فتاه جميلة تعرضت لحادثة اغتصاب من قبل شاب غير مسئول ثم تنتهى الرواية بالزواج بينهم. وقد تطورت أحداث القصة في طليطلة.

##### الغيور الإكستريمادوري
الغيور الإكستـريمادوري يعتبرها النقاد من الروايات الأكثر نجاحًا ضمن سلسلة الروايات النموذجية. وهي رواية مستوحاة من أعمال المؤلفين الإيطاليين مثل جيوفاني بوكاتشيو وماتيو بانديو وجيوفاني فرانشيسكو سترابارولا. تحكي عن رجل نبيل إكسترامادوري يسمي فيليبو دي كاريزاليس، أهدر ثروته وعندما أتم الأربعين من عمره أصبح فقيرًا، فذهب إلى أمريكا ليبدأ من جديد. وفي عشرين عامًا كان قد حقق ثروة كبيرة وعاد إلى إسبانيا منتظرًا انقضاء أجله. ولكنه لم يفكر في الزواج إلا عندما أتم عامه الستين حتى تزوج من فتاة تبلغ من العمر أربعة عشر عامًا. وكان الرجل يعاني من غيرة مرضية جعلته يغلق على زوجته الشابة بإحكام ولم يسمح لها بالخروج وبالمثل لم يسمح لأي ذكر أن يطرق بابه، بعد أن أوصى لعبد أسود بحراسة الباب. إلا أن لياوسا نجح في إغراء العبد العاشق للموسيقى ونجح في دخول المنزل مكونًا علاقة مع الزوجة الشابة. وبدوره فقد مات العجوز حزنًا على ما حدث.

##### الخادمة المتألقة
الخادمة المتألقة تتناول قصة الشابين كارياثو وأبيندانيو من أسرة كريمة، واللذين قررا أن يحيا حياة شطارية. وذهبا إلى طليطلة حيث أغرم أبيندانيو بفتاة خادمة تدعى كونستانثا، وهو بدوره ما دفع الشابين إلى التوقف عن السفر والاستقرار هناك. وفي النهاية، اكتشف أن كونستانثا الخادمة هي فتاة من أصل نبيل، حيث كانت ابنة لوالد كارياثو، والذي ساعد بدوره على إتمام الزواج دون أي مانع.

##### العذراوات الاثنان

غلاف رواية العذراوات الاثنان.

العذراوات الاثنان رواية تتحدث عن امرأتان جميلاتان يجدان الحب في نفس الرجل. وتطورت أحداثها في إسبانيا في مدينتي إشبيلية وبرشلونة خلال القرن الخامس عشر. وتبرز الرواية العديد من القيم ومضاداتها مثل الاحترام والتقدير والحب والغيرة والكذب والوحدة والخداع.

##### الزواج المخادع
الزواج المخادع رواية تتناول الخداع الذي قامت به سيدة -يبدو عليها الصدق- تجاه أحد العسكريين حتى تتزوج منه. ونسى أنها كانت عاهرة في السابق، مما تسبب في إصابته بمرض تناسلي، أدى به إلى المكوث في مستشفى أتوتشا حتى يشفى منه، وكانت هذه هي نقطة انطلاق رواية حوار الكلاب.

##### حوار الكلاب

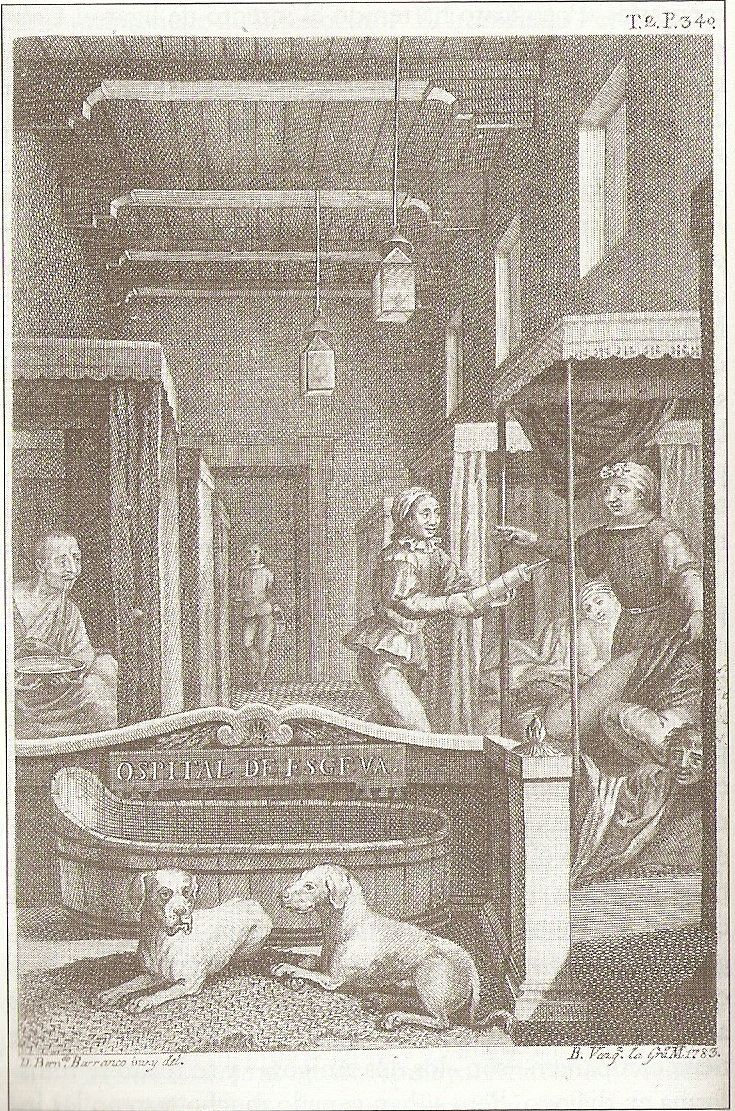
غلاف رواية حوار الكلاب.

حوار الكلاب هي رواية تتناول قصة حوار الكلبين بيرجانثا وثيبيون في إحدى الليالي في مستشفى أتوتشا، والتي يقومون بحراسته، حيث يعالج العسكري بطل رواية الزواج المخادع بعد إصابته بمرض أدى إلى ارتفاع حرارته. ويحكي كل من الكلبين عن حياته حيث يندد بيرجانثا أثناء سرده لسيرته الذاتية بالفساد الاجتماعي، فيما تظهر بعضًا من الخطابات الفلسفية الساخرة من كلا الكلبين تجاة التقاليد الاجتماعية والشر الموجود بالعالم وعن نظرة البشر للكلاب وكيف يرمزون بهم للصداقة والوفاء. وهي عبارة عن فن خيالي استنادًا إلى أسلوب لوقيان السميساطي، أول من أبحر في علم الرواية والخيال والاستعراض بين الرعاة والسحرة، والذي يدعو للتذكرة بالروايات البيكارسكية أو الفواصل.

#### أعمال بيرسيليس وسيخيسموندا
أعمال بيرسيليس وسيخيسموندا رواية بيزنطية وهي آخر أعمال ميغيل دي ثيربانتس. كانت الرواية بمثابة إهداء لسيده السابق كونت ليموس السابع بيدرو فيرنانديث دي كاسترو وأندرادي، حيث كتبها في 19 أبريل عام 1616، قبل أربعة أيام من وفاته ووقعها قبل الوفاة بيومين وابتدأها بالأبيات الشعرية على النحو التالي:
وكلى ولع واشتياق للموت

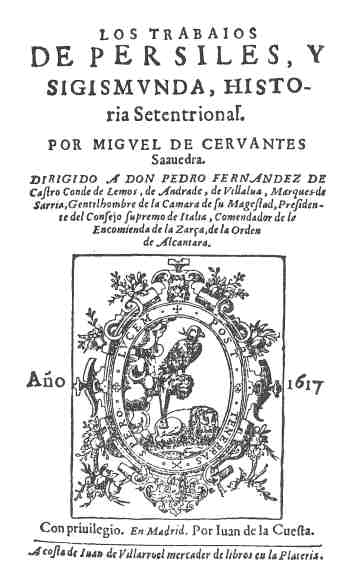
الصفحة الأولى من رواية أعمال بيرسيليس وسيخيسموندا.

وكان المؤلف وقتها يعرف أنه لم يتبق له في الحياة إلا القليل، وقام بوداع أصدقائه، لم تكن أوهامًا يشعر بها، إلا أنه في الوقت نفسه كان راغبًا في إنهاء أعماله التي لم يكملها بعد مثل أسابيع الحديقة والشهير برناردو، إضافة إلى الجزء الثاني من لا جالاتيا. وقال ثيربانتس أنها رواية بيزنطية تهدف إلى التنافس مع النموذج اليوناني الكلاسيكي لهيليودوروس.
تروى قصة بيرسيلس وسيخيسموندا عاشقيين قرروا القيام برحلة إلى روما بهدف البحث عن تنقية وتطهير الروح قبل الزواج. وتتناول مغامرات وفراق بين شابين عاشقيين برياندرو وأوريستيلا قاموا بتغيير أسمائهم بعد الزواج المسيحي إلى برسيليس وسيجيموندا. وقد سافروا لعدة أماكن حول العالم وانتهت جولتهم عند وصولهم لروما. نشر العمل عام 1617 في مدريد وبرشلونة وبلنسية وبنبلونة ولشبونة وباريس في آن واحد. تروى عدة أحداث لتحول غير متجانس كما هو معتاد فيما تسمى بالرواية البيزنطية أو الهيلينية. وقدم ثيربانتس بهذه القصة عملًا روائيًا يختلف نوعيًا عن دون كيخوطي دى لا مانتشا، والذي يعتبر محاكاة ساخرة تنتمي إلى العصور الوسطى. فيما تجلت إضافة ثيربانتس في هذا العمل في إدراجه العديد من العناصر الفانتازية داخل النص، إضافة إلى هدفه في خلق موتيفة للرواية الإسبانية على غرار مغامرات الرواية اليونانية بطريقة تتلائم مع النظرة الكاثوليكية للعالم. استخدم ثيربانتس مجموعة من الشخصيات كمحرك أساسي للعمل بدلًا من شخصيتين، حيث يجمعهم أنطونيو وابنه، الذي تربى في البرية في اتصال مباشر مع الطبيعة. فيما ظهرت المشاهد الأخيرة من العمل غير منقحة لوفاة الكاتب قبل مراجعتها. لاقت الرواية نجاحًا باهرًا وأعيدت طباعتها مرات عدة، إلا أنها ذهبت في طي النسيان في القرن التالي.

### الشعرية
كان ثيربانتس مولعًا بالكتابة الشعرية، إلا أن قدراته لم تساعده على ذلك، وكتب قبل وفاته في قصيدة رحلة إلى جبل بارناسوس عام 1614:
حتى أكون شاعرًا

فقدت معظم أعمال ثيربانتس الشعرية، والتي لم تتضمنها أعماله الروائية والمسرحية على حد سواء. وأعلن ثيربانتس في أكثر من موضع أنه ألف عددًا كبيرًا من قصائد الرومانثيرو، وعلى رأسهم يبرز واحدًا عن الغيرة. وفي الحقيقة، فإنه شارك عام 1580 مع العديد من الأسماء الشهيرة المعاصرة له في ذلك الوقت مثل لوبي دي بيجا وجونجورا وكيفيدو في محاكاة الرومانثيرو القديم، والذي كان الأساس لـ الرومانثيرو الجديد، الذي ظهر كردة فعل في مواجهة الرومانثيرو القديم للقرن الخامس عشر، والذي كان مجهول المؤلف.
وبدأ مسيرته الشعرية مع أربعة مؤلفات في جنازة الملكة الملكة إليزابيث من فالوا. ومن مؤلفاته الأخرى قصائد إلى بيدرو بادييا وإلى موت فرناندو دي إيريرا وإلى النمساوية دي خوان رولفو. وبرز في مجال الشعر حيث استخدامه للهجة الكوميدية والهجائية على حد سواء، وأعماله الرائدة في ذلك الوقت كان سونيت الفتوة مع سكينه وعلى ضريح الملك فيليب الثاني.

#### رحلة إلى جبل بارناسوس

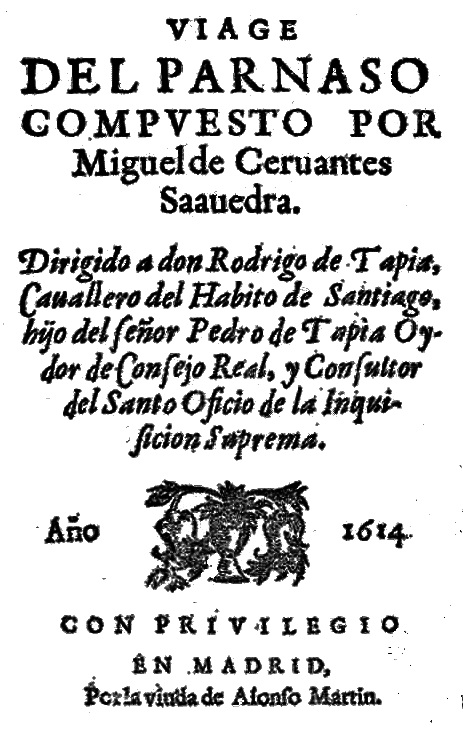
الصفحة الأولى من فصيدة الرحلة إلى جبل بارناسوس.

رحلة إلى جبل  بارناسوس هي قصيدة سردية مطولة في شكل ثلاثيات غنية بالإشارات إلى الميثولوجية، وتحوي ملحق نثري، نشرت عام 1614، حيث قام المؤلف بنقد بعض الشعراء الإسبان، ساخرًا من بعضهم من ناحية ومشيدًا بآخرين من ناحية أخرى. وكان ذلك محاولة من ثيربانتس لاختيار أفضل شعراء عصره، وطريقة لعرض أفكاره في ميدان الشعر. وتحوي القصيدة بعض إيحاءات السيرة الذاتية للكاتب في ثمانية فصول في رحلة إلى جبل بارنسوس على متن قادس بقيادة ميركوريو. وقام الكتاب ممن أشاد بهم ثيربانتس بالدفاع عن العمل أمام الكتاب الذين انتقدهم ثيربانتس.

### المسرحية

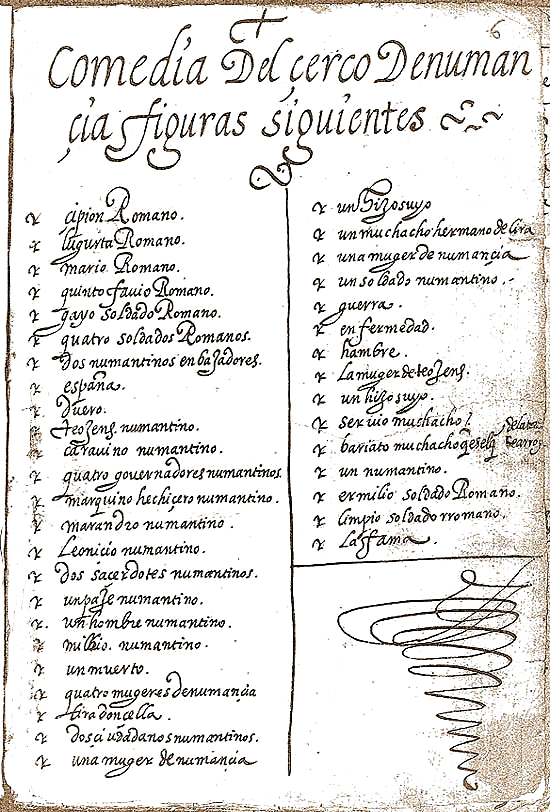
الصفحة الأولى من مخطوطة حصار نومانثيا.

لم ينل ثيربانتس الشهرة كاملة بوصفه كاتبًا مسرحيًا بسبب تواجد كل من لوبي دي بيجا وبيدرو كالديرون دي لا باركا، واللذان يعدان من عملاقة المسرح في ذلك الوقت والذين أسهموا في تكوين المرحلة الأكثر ازدهارًا في المسرح الإسباني. كان لمسرح ثيربانتس بعض الأهداف الأخلاقية، حيث كان يشتمل على بعض الشخصيات الرمزية وكان محافظًا على الوحداث الثلاثة الأرسطوية وهي الحدث والزمان والمكان، بينما كسر لوبي دي بيجا تلك الوحدات. ولم يكن باستطاعة ثيربانتس التغلب على هذا الفشل الذي صاحبه مقارنة بأعمال لوبي دي بيجا والذي تزامن مع ظهور الجزء الأول من دون كيخوطي، والذي ترسخ به وجود الطابع المسرحي حيث كثرة الحوارات والمواقف التي تتداخل مع الحبكة الروائية للعمل.
فيما أظهرت الفواصل التمثيلية قدرة ثيربانتس المسرحية جنبًاإلى جنب مع كل من لويس كينيونيس دي بينابينتي وفرانثيسكو دي كيفيدو، والذين اعتبروا روادًا لهذا النوع الأدبي المسرحي. وظهرت موهبته في الكتابة المسرحية في مجلده ثمان كوميديات وثمان فواصل تمثيلية. والفواصل هي مسرحيات قصيرة كتبت للعرض بين فصول الكوميديات الكبيرة. وكانت هذه النصوص عبارة عن خليط بين عناصر من السيرة الذاتية والإشارات إلى التقاليد الإسبانية وقتها. والفواصل كانت عبارة عن ست قطع نثرية قصيرة إضافة إلى قطعتين من الشعر. وتتضمن بعض مؤلفات ثيربانتس الأكثر عرضًا حتى الآن مثل قاضي محكمة الطلاق وكهف سالامنكا. ويعتقد بعض النقاد أن هذه الفواصل قد تحوي بعضًا من الموضوعات والتقنيات المأخوذة من الرواية، إضافة إلى عدد كبير من الشخصيات المعقدة من خلال دمج الجدية بالمزاح. وقد فضل ثربانتس تأجيل نشر أغلبية أعماله المسرحية حتى آخر حياته، حتى أنه قد قام بترك بعض الأعمال المسرحية غير كاملة. وأشار ثيربانتس في فقرات مختلفة من كتبه النثرية إلى أكثر من عشرين عملًا مسرحيًا قام بتأليفه في بداية مسيرته الأدبية، وبالمثل أشار إلى الإقبال الجماهيري الكبير الذي حققته أعماله. وأسهم ثيربانتس بدوره في الأعمال المسرحية بعمق الشخصيات والفكاهة التي لا تقارن مع إعطاء عمق وأهمية للموضوع في الوقت ذاته.
وأظهر ثيربانتس قدرة هائلة على الربط بين العالم المسرحي والروائي، حيث أظهرت بعضًا من الفواصل التمثيلية مثل العجوز الغيور ذلك حينما أدرجت في الرواية النموذجية الغيور الإكستـريمادوري. فيما ظهرت بعض الشخصيات المسرحية ذات بعد روائي مثل شخصية سانشو بطل رواية دون كيخوطي في انتخاب عمداء دجانثو. وكان الباروك موضوعًا واضحًا للمظاهر والواقع مثلما ظهر في عجائب الدنيا، حيث تتوأم مع قصة دون خوان مانويل من القرون الوسطى، والتي عرفها ثيربانتس وقرأها في نسختها المعاصرة له في ذلك الوقت، عن الملك المجرد من ملابسه والتي أعطاها طابع اجتماعي.
يعد حصار نومانثيا أو دمار نومانثيا هو عمله المسرحي الأكثر شهرة إلى اليوم، والذي يشتمل على بعض التأثيرات من التراجيديا الكلاسيكية. ويظهر الوطن والتضحية الجماعية في مواجهة حصار الجنرال إسيبيون كموضوعًا رئيسيًا في العمل، إضافة إلى الجوع الذي يقدم جزءًا من المعاناة الوجودية للإنسان الذي يبرز في صورة شخصيات رمزية والتي تتنبأ بدوره في مستقبل مجيد لإسبانيا. وظهر الإلهام الوطني في العديد من الأعمال الكوميدية مثل فتح القدس، والتي تم اكتشافها مؤخرًا. وبالمثل هناك العديد من الأعمال الأخرى التي تتناول أمورًا عانى منها الكاتب والتي ظهرت بشكل جلي في المشهد في عمله الأخير مثل أعمال بيرسيليس وسيخيسموندا والأسر في الجزائر مثل معاهدة الجزائر وسجون الجزائر والسلطانة الأم والإسباني الشجاع، والتي أظهر بها تذمر الجنود القدامى من وضعهم مثل ثيربانتس نفسه. فيما كانت المواضيع الأكثر رومانسية هي بيت الغيرة وأدغال أردنيا ومتاهة الحب والمسلية. إضافة إلى الأعمال ذات الطابع البيكارسيكي مثل بيدور دي أورديمالاس والمحظوظ الهمجي. وقام ثيربانتس بجمع أعماله التي لم تقدم للجمهور في ثمان كوميديات وثمان فواصل تمثيلية، إضافة إلى الحفاظ على العديد من الأعمال في مخطوطة مثل معاهدة الجزائر والسلطانة الأم والإسباني الشجاع وسجون الجزائر .

## أعماله المفقودة والمنسوبة إليه
ذكر ثيربانتس في بعض الأحيان أعمال أخرى كتبها أو كان يفكر في كتابتها مثل العديد من الأعمال الكوميدية التي لاقت نجاحًا كبيرًا عن عرضها، ولكن نصوصها قد فقدت. وكان من بين هذه الأعمال الجزء الثاني من وراية لا جالاتيا والشهير برناردو، والذي من المحتمل أن يكون كتابًا فروسيًا يشار به إلى برناردو ديل كابريو، وأسابيع الحديقة. ومن المرجح أيضًا أنه كان يفكر في كتابة سلسلة متواصلة من كتاب الفروسية بيليانيس من اليونان. ومن الأعمال المسرحية التي فقدت والتي عددها ثيربانتس التركة العظيمة والمعركة البحرية والقدس ولا أمارناتا والغابة المحبة والوحيدة والغريبة أرسيندا والغامضة، والتي جاءت في مرجع الكاتب خوان أكاثيو عام 1627. وأخرى كوميدية بعنوان معاهدة القسطنطينة وموت الملك سليم. وهناك العديد من الأعمال الأخرى التي نسبت إلى ثيربانتس مثل:
- تظاهر العمة، سرد على نمط روايات النموذجية.
- الحوار بين ثيلينيا وسيلانيو عن الحياة في الريف، والتي يفترض أنها كانت جزءًا مفقودًا من أسابيع الحديقة.
- فرسان العذراء جوادالوبي، أسرار متعلقة باكتشاف صورة السيدة العذراء دي جوادالوبي.
- الطوبوغرافيا والتاريخ العام لمدينة الجزائر هو كتاب تم تحريره ونشره في بلد الوليد عام 1612 على يد الراهب دييجو دي أيدو، رئيس دير بلدية فورميستا في بالنثيا، والذي من المعروف أن الكتاب لم يكن خاصته. وكتبت من قبل الكاهن البرتغالي وصديق ثيربانتس، أنطونيو دي سوسا، الذي زامل ثيربانتس في السجن في الفترة ما بين 1577 و1581. كان سوسا صديقًا للشاب ثيربانتس خلال فترة الأسر في الجزائر عام 1570. وكان سوسا أول كاتب سيرة ذاتية لثيربانتس. وتناول في قصته حلقة من الكهف محاولة الهرب الثانية التي كان يخطط لها ثيربانتس، وقد ظهرت في كتابه حوار مع شهداء الجزائر.[52]
- وفي عام 1992، قام الإيطالي ستيفانو أراتا بنشر نص مخطوطة العمل المسرحي فتح القدس لجودفري دي بويان.[102] وكانت بمثابة مقالة سبقت الدراما التي أدعى أراتا أن عثر عليها. وتلت الدراسة مقال آخر عام 1997.ومنذ ذلك الحين واُعتبر العمل منسوبًا إليه. وفي عام 2009، ظهرت طبعة نقدية مطبوعة من قبل كاتدرا للأعمال الأدبية. وفي 2010 نشر دكتور هارون خان نظرية الإسناد، موضحًا الأسماء المحتملة لمؤلفي الدراما، فيما اعتبر ثيربانتس هو الأكثر احتمالية.[103] ولكن دون دليل قاطع، فإنه تم نسب هذه الدراما إلى ثيربانتس.

## علاقته مع الشخصيات الأخرى
دائمًا ما كان يقال أن كلا من ميغيل دي ثيربانتس وويليام شكسبير قد توفيا في نفس اليوم، على الرغم من أن الأول توفي يوم 22 أبريل والثاني يوم 23 أبريل من نفس العام. ومع ذلك والرغم من أن كلهما توفيا في 23 من وجهة نظر بلدانهم، إلا أنهم في الوقت ذاته لم يتزامنا في الوقت؛ حيث تستخدم بريطانيا العظمي التقويم اليولياني، فيما تستخدم إسبانيا التقويم الميلادي. وحينما توفي شكسبير، وافق هذا التاريخ 3 مايو في إسبانيا. واتخذت اليونسكو يوم 23 أبريل يومًا لتكريم شكسبير حيث منحته اسم اليوم العالمي للكتاب عام 1995. ومن المؤكد أيضًا أن شكسبير قد قرأ الجزء الأول من دون كيخوطي وكتب مسرحية، بطلها أشبه كثيرًا بطابع شخصية كاردنيو، الذي ظهر في الرواية.
ولم يتعرف ثيربانتس فحسب إلى الكتاب البارزين في ذلك الوقت مثل فرانثيسكو دي كيفيدو ولوبي دي بيجا، بل كانوا أيضًا جيران في نفس الشوارع في حي الآداب في مدريد. وألهمت شخصية دون كيخوطي العديد من الشخصيات. فقد اهتم المنتج والمخرج الأمريكي أورسن ويلز، الذي استقر فترة في إسبانيا، كثيرًا بمعالجة الرواية سينمائيًا بفيلم يحمل نفس الاسم؛ إلا أنه لم يكتب له الكمال على يد ويلز، حتى قام السينارست والمخرج خيسوس فرانكو بتجميعه وعرضه عام 1992. فيما تعلم أول رئيس وزراء لدولة إسرائيل دافيد بن غوريون اللغة الإسبانية حتى يتمكن من قراءة دون كيخوطي دي لا مانتشا بلغتها الأصلية، مثله مثل فعل الكاتب المسرحي والشاعر والروائي الروسي ألكسندر بوشكين.

## ثيربانتس في السينما
- ثيربانتس (1969)، فيلم من إخراج بيثنت شيرمان ومن بطولة كل من فرانثيسكو رابال وجينا ولولو بريجيدا وخوسيه فيرير وأورست بوتشولث في دور ثيربانتس.
- ثيربانتس مسلسل تلفزيوني إسباني، بثه التلفزيون الإسباني عام 1981.
- دون كيخوطي دي لا مانتشا فيلم صدر عام 1987.
- ميجيل وويليام، فيلم من إخراج إينس باريس عام 2007 ومن بطولة خوان لويس جالياردو الذي لعب دور ثيربانتس.

## جوائز وأوسمة

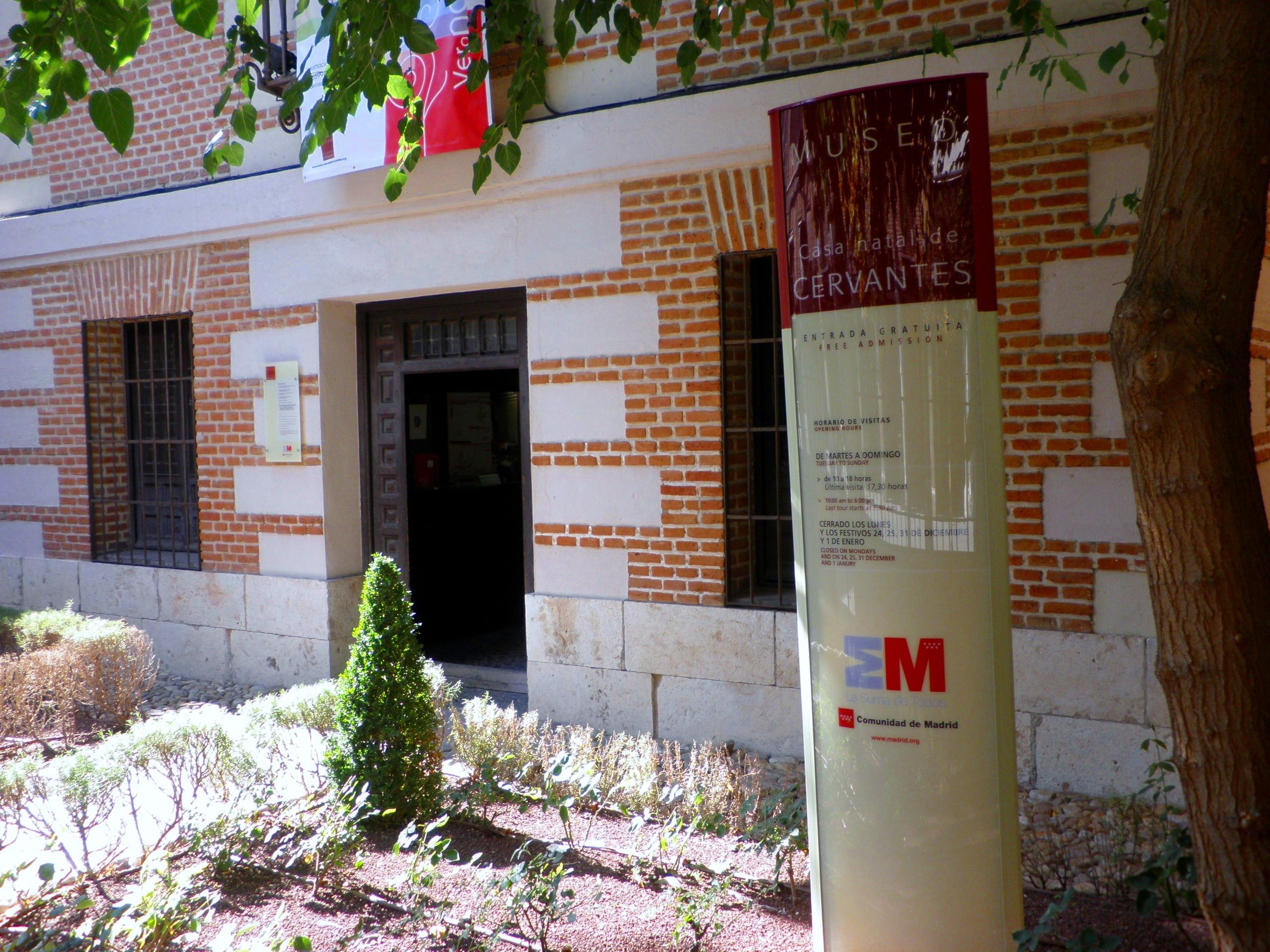
واجهة كاسا دي ثيربانتس، مسقط رأس الكاتب بألكالا دي إيناريس.

خصصت العديد من الجوائز والتماثيل والمباني والمؤسسات لتكريم ميغيل دي ثيربانتس وتخليده اسمه.

### كاسا دي ثيربانتس
يوجد على الأقل خمسة منازل تحمل اسم منزل ثيربانتس أو كاسا دي ثيربانتس في كل من ألكالا دي إيناريس وبلد الوليد ومدريد وفيليث-مالقة وقرطاجنة في إسبانيا.

### الجوائز
- جائزة ميغيل دي ثيربانتس هي أهم جائزة في الآداب في اللغة الإسبانية.
- كأس ثيربانتس: هي كاس مباراة كرة قدم ودية تقام في ألكالا دي إيناريس.

### نصب تذكاري

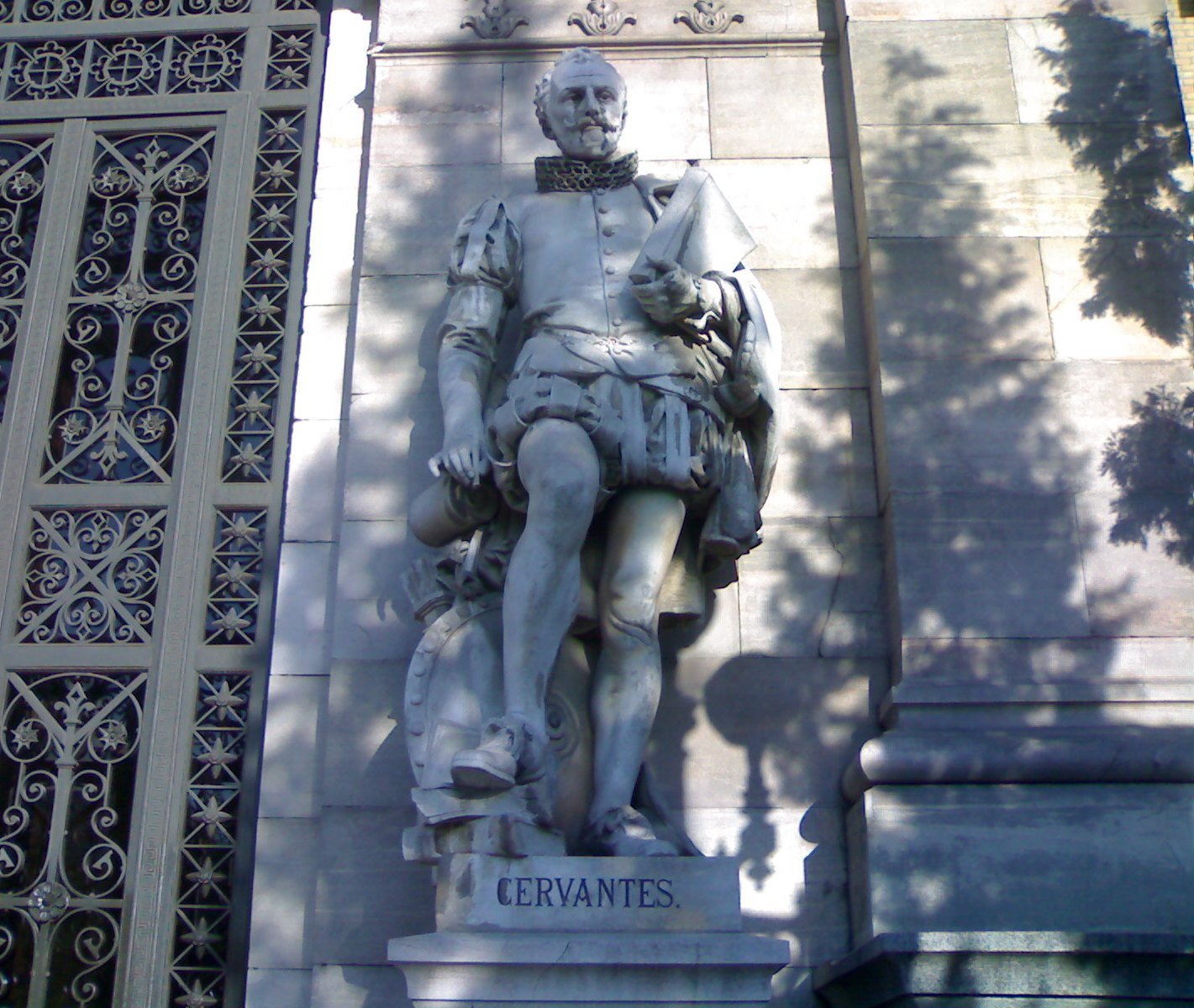
القلم هو لغة الروح، وكما تتولد المفاهيم بداخلها يمكن ترجمتها كتابيًا.. ميغيل دي ثيربانتس - المكتبة الوطنية في إسبانيا.

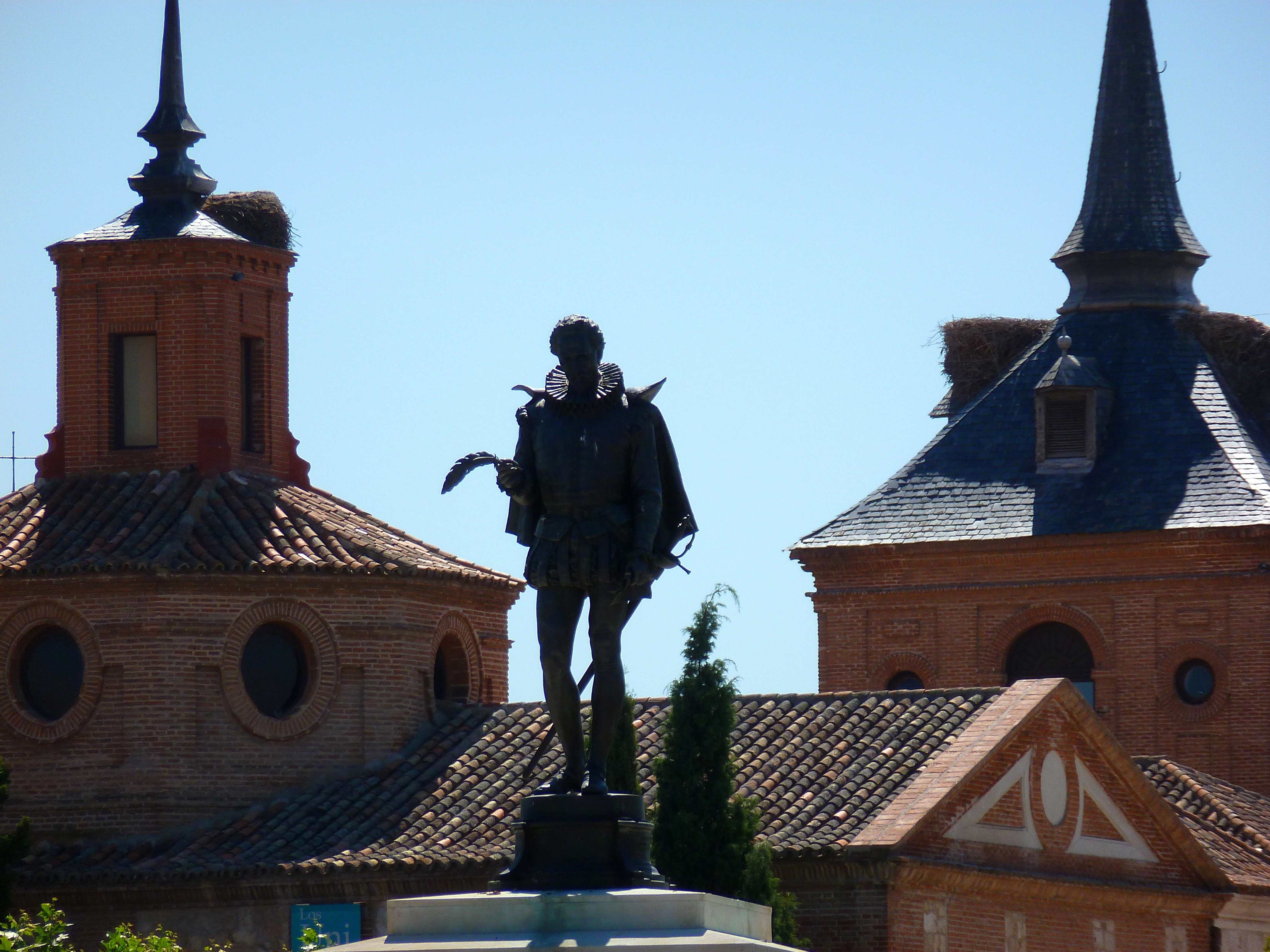
تمثال الكاتب في ألكالا دي إيناريس.

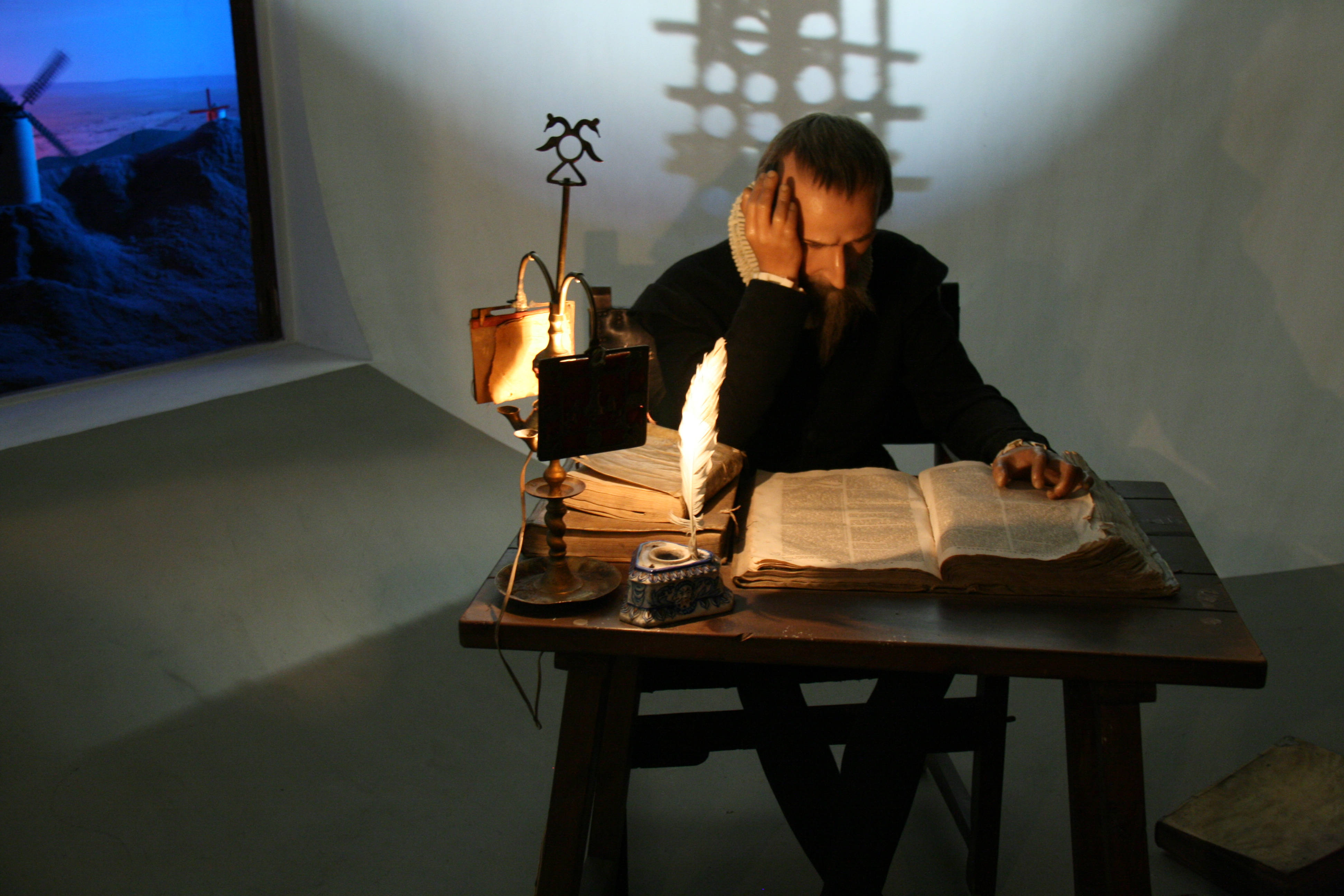
تمثال من الشمع لثيربانتس في متحف الشمع في مدريد.

- ألكالا دي إيناريس: تمثال الكاتب في ساحة ميدان ثيربانتس التي يحمل اسمه وفي تشورييو وفي المركز الرياضي ميغيل دي ثيربانتس للمظلات.
- مدريد: نصب تذكاري لميغيل دي ثيربانتس في ساحة ميدان إسبانيا وتمثال في ميدان لاس كورتيس وتمثال في المكتبة الوطنية في إسبانيا ولوحة تذكارية عن مدفنه.
- بلد الوليد: تمثال ثيربانتس.
- سانتياغو دي كومبوستيلا: ثمثال في الميدان الذي يحمل اسمه.
- إشبيلية: نصب تذكاري لثيربانتس يتألف من تمثال للجسد حتى نصفه مع قاعدة من البرونز.

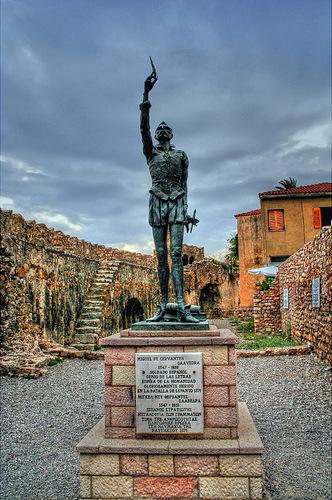
نصب تذكاري لمدينة نافباكتوس اليونانية.

### المؤسسات الثقافية
- معهد ثيربانتس لنشر وتعليم اللغة الإسبانية وهو المركز الثقافي الإسباني التابع للقنصلية الإسبانية والذي يقصده دارسي اللغة الإسبانية.[113]
- مسرح ثيربانتس: يوجد ما لا يقل عن 14 مسرحًا في خمسة دول مختلفة؛ في إسبانيا في المرية ومالقة وألكالا دي إيناريس وسانتا إيولاليا بمقاطعة أليكانتي، وبيخار في مقاطعة سالامنكا، ومدينة خاين ومرسية وبيترير في أليكانتي وشقوبية وبلد الوليد. وطنجة في المغرب وجواناخواتو في المكسيك وبوتايندو في تشيلي وفي بوينس آيرس في الأرجنتين.
- ليثيو دي ثيربانتس: مدرسة خاصة كولومبية كاثولويكية للبنين.
- معهد البكالوريا ثيربانتس في مدريد.
- الجامعة الأوروبية ميغيل دي ثيربانتس في بلد الوليد.
- جامعة ميغيل دي ثيربانتس في سانتياغو دي تشيلي.
- الحدث الثقافي ميغيل دي ثيربانتس في برشلونة.
- المنظمة المستقلة للثقافة ميغيل دي ثيربانتس في بياروبليدو.
- المكتبة الافتراضية ميغيل دي ثيربانتس لنشر الثقافة الأمريكية اللاتينية.
- المكتبة الجامعية ميغيل دي ثيربانتس في كلية الحقوق والعلوم الاجتماعية بجامعة الملك خوان كارلوس في مدريد.
- سينما ثيربانتس في إشبيلية.

### مؤسسات صحية
- مركز الصحة ميغيل دي ثيربانتس في ألكالا دي إيناريس.

### منشورات
- مجلة ثيربانتس هي مجلة إيبروأمريكية نشرت ما بين 1916 و1920.

### احتفالات
- أسبوع ثيربانتس هو مهرجان يقام في عدة مدن إسبانية تكريمًا لثيربانتس.
- مهرجان ثيربانتس هو احتفالية سنوية تقام في ولاية غواناخواتو المكسيكية.

### عملات
- اليورو في إسبانيا[10]

### استفتاءات شعبية
في سنة 2007، احتل ثيربانتس المركز الثاني ـ بعد العاهل الإسباني آنذاك خوان كارلوس الأول ـ في استفتاء إل إسبانيول دي لا إستوريا (الإسباني التاريخي)، الذي أجرته قناة أنتينا 3 الإسبانية لاختيار أعظم شخصية إسبانية في التاريخ.